# Exposition du monde portugais
L'Exposition du monde portugais (en portugais : Exposição do Mundo Português) se tient du 23 juin au 2 décembre 1940 dans le quartier de Belém à Lisbonne, capitale du Portugal. Elle célèbre les 800 ans de la fondation du Portugal et les 300 ans de la restauration de l'indépendance vis-à-vis de l'Espagne.
L’exposition s’articule autour de la place de l'Empire, du fleuve Tage, du monastère des Hiéronymites et elle accueille trois millions de visiteurs. Elle demeure la grande exposition du Portugal jusqu'à l'Exposition internationale de 1998, également dans la cité lisboète.
L'entrée d'une partie de l'Europe dans la Seconde Guerre mondiale le 3 septembre 1939 affecte l'événement. La volonté politique était de promouvoir le régime de l'État nouveau, alors en phase de consolidation. L'Exposition est l'événement politico-culturel important du Portugal à cette époque et le plus marquant du gouvernement d'António de Oliveira Salazar.
Le Portugal et le Brésil sont les deux pays représentés, outre toutes les provinces métropolitaines et d'outre-mer portugaises, (notamment celles de l'empire colonial portugais) et aussi plusieurs entreprises nationales et multinationales. On y visite des pavillons thématiques et culturels, ainsi que des salons de peintures et de sculptures. Plusieurs mises en scène jalonnent le site de l'exposition et le jardin botanique. 
Une grande partie des pavillons et d'autres installations, comme le bateau, sont détruites lors d'un cyclone qui a lieu entre le 14 et le 16 février 1941 sur Lisbonne et sa région.
L'affluence est d'environ trois millions de visiteurs ; elle est limitée en raison de la Seconde Guerre mondiale et le public reste principalement portugais. 
Certains espaces du site seront recyclés en parcs ou en musées, tandis que d'autres éléments sont réutilisés.

## Objectifs de l'exposition
En 1922, soit onze ans après la proclamation de la République portugaise, l'idée de célébrer le double centenaire apparaît. 
En 1929, en pleine dictature nationale, l'ambassadeur du Portugal à Bruxelles, Alberto de Oliveira, relance l'idée d'une « exposition du monde portugais » pour célébrer conjointement le huitième centenaire de la fondation du royaume de Portugal en 1140 et le troisième centenaire de la restauration de l'indépendance du Portugal face à l'Espagne en 1640.

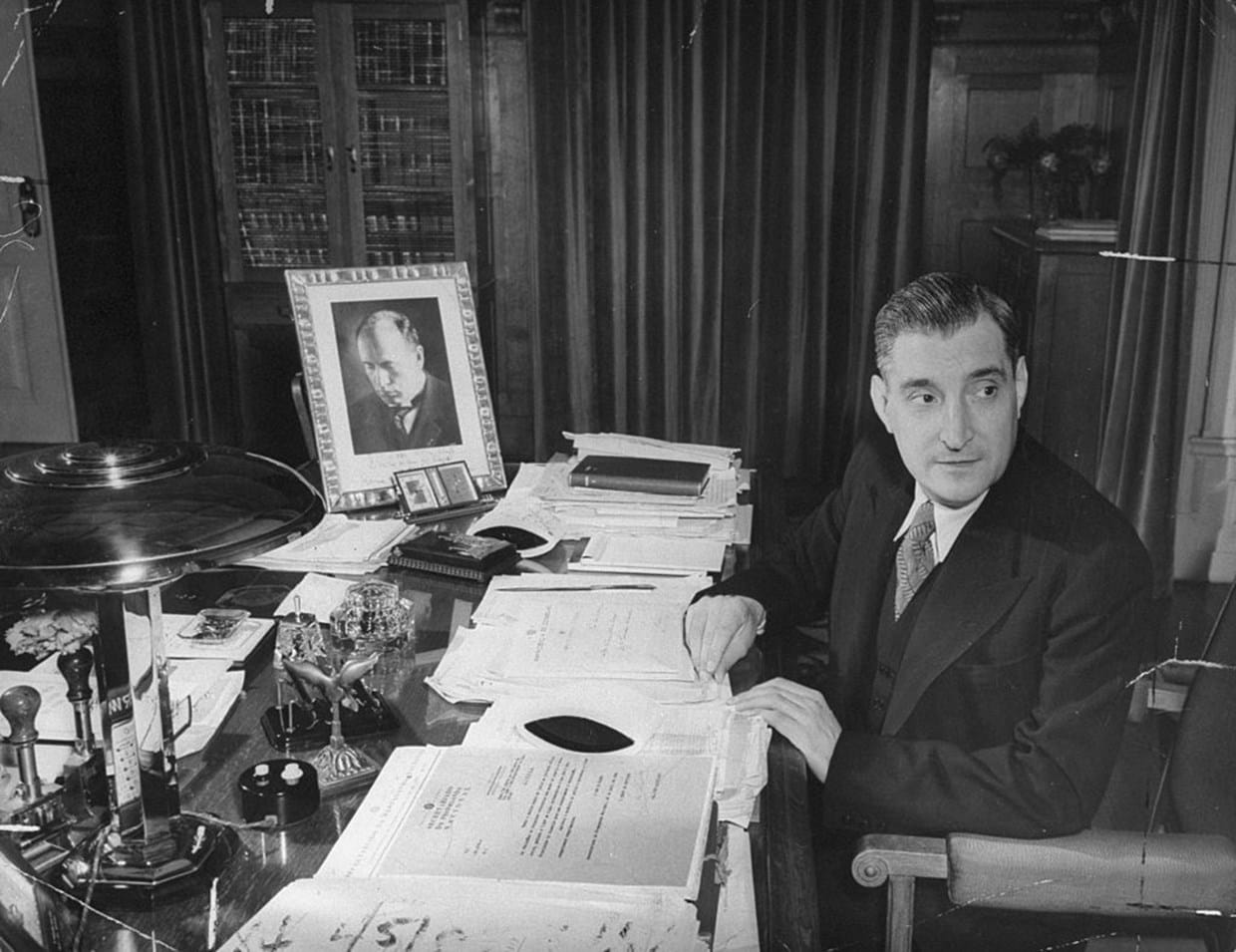
Salazar, à son bureau, en 1940.

En mars 1938, le président du Conseil des ministres, António de Oliveira Salazar, élabore le programme des célébrations. Le régime veut utiliser les fêtes et les reconstitutions pour consolider et diffuser son idéologie, et mettre en avant la Fondation de la Nation, la préservation de l'Indépendance et les découvertes maritimes. 
La réalisation de l'exposition suit également la participation du Portugal aux expositions de Paris en 1931, de Paris en 1937, New York en 1939 et San Francisco en 1939,,, ainsi qu’aux récentes organisations lusitaniennes, comme l'Exposition coloniale portugaise en 1934, la Reconstitution de l'Ancienne Lisbonne en 1935, l'Exposition de l'An X de la Révolution nationale en 1936 et l'Exposition historique de l'Occupation en 1937.
Alors que l'Espagne est en pleine guerre civile, António de Oliveira Salazar annonce publiquement l’événement en première page du quotidien portugais le Diário de Notícias du 27 mars 1938. L'Estado Novo s’efforce d'associer les caractéristiques marquantes de son nationalisme : l'autoritarisme, l'élitisme et le paternalisme conservateur.
António de Oliveira Salazar affirme qu'un héritage de huit siècles d'histoire constitue un « cas rare » si le même peuple, la même nation et le même État sont nécessaires pour définir l'identité politique.  
L'exposition est organisée pour permettre une consolidation et une glorification du régime. Il souhaite illustrer les efforts réalisés dans la modernisation et le développement du pays. L’événement est d'une dimension sans précédent. Il doit devenir l'événement politique et culturel le plus important du régime de Salazar.  
Il s'agit de faire triompher l'instauration d'un État autoritaire, catholique et corporatif, en opposition à la république portugaise. L’exposition a également pour objectif de montrer aux autres pays les caractéristiques du territoire portugais, ses frontières nationales et ses colonies, et présenter le Portugal comme un grand pays d’Europe. L’accent est mis sur la présentation d’un pays avec une grande histoire, un vaste territoire, comprenant ses provinces métropolitaines et d’outre-mer, une nation impériale et imposante. 
L'exposition vise également à démontrer la relation privilégiée du Portugal avec ses colonies, relation fondée sur le métissage et la fraternité. Cette idéologie, théorisée plus tard par l’anthropologue Gilberto Freyre sous le nom de lusotropicalisme, affirme que le Portugal adopte une approche plus humaine et moins sévère que les autres puissances coloniales européennes.
L'exposition veut mettre en scène des pavillons consacrés aux provinces ultramarines portugaises, et exposer les ressources économiques et les cultures locales, mais dans une perspective coloniale très eurocentrée. António de Oliveira Salazar rejette initialement cette notion et critique cette théorie ; mais il l’utilise ensuite pour justifier sa politique coloniale. Selon lui, le Portugal est une nation multiculturelle, multiraciale et pluricontinentale depuis le XVe siècle. Une perte de ses colonies rendrait le pays moins indépendant et autosuffisant.
Pendant cette période, le pays se sent menacé par une invasion de l'Espagne et de l'Allemagne. Le 12 novembre 1940, Hitler émet la directive no 18, dans laquelle il décrit un plan pour envahir le Portugal si les forces britanniques devaient y prendre pied. « Je demande également que le problème de l'occupation de Madère et des Açores soit considéré, avec les avantages et les inconvénients que cela entraînerait pour notre guerre maritime et aérienne. Les résultats de ces études doivent m’être soumis dès que possible », ajoute Hitler.
Alors qu'un pacte d'amitié et de non-agression est signé entre l'Espagne et le Portugal, un protocole de renouvellement est également signé le 29 juillet 1940. Un document, qui sera rendu public en 2009, révèle que le Chef d'État espagnol, Francisco Franco, prévoyait d'envahir le Portugal en 1940 avec 250 000 soldats, occuper la capitale portugaise et le littoral,. L'Allemagne nazie cherche également à annexer le territoire de l'Angola portugais. 
L'exposition vise par ailleurs à montrer un Portugal épargné par les effets dévastateurs de la guerre en Europe et à promouvoir un empire à son apogée.

## Situation

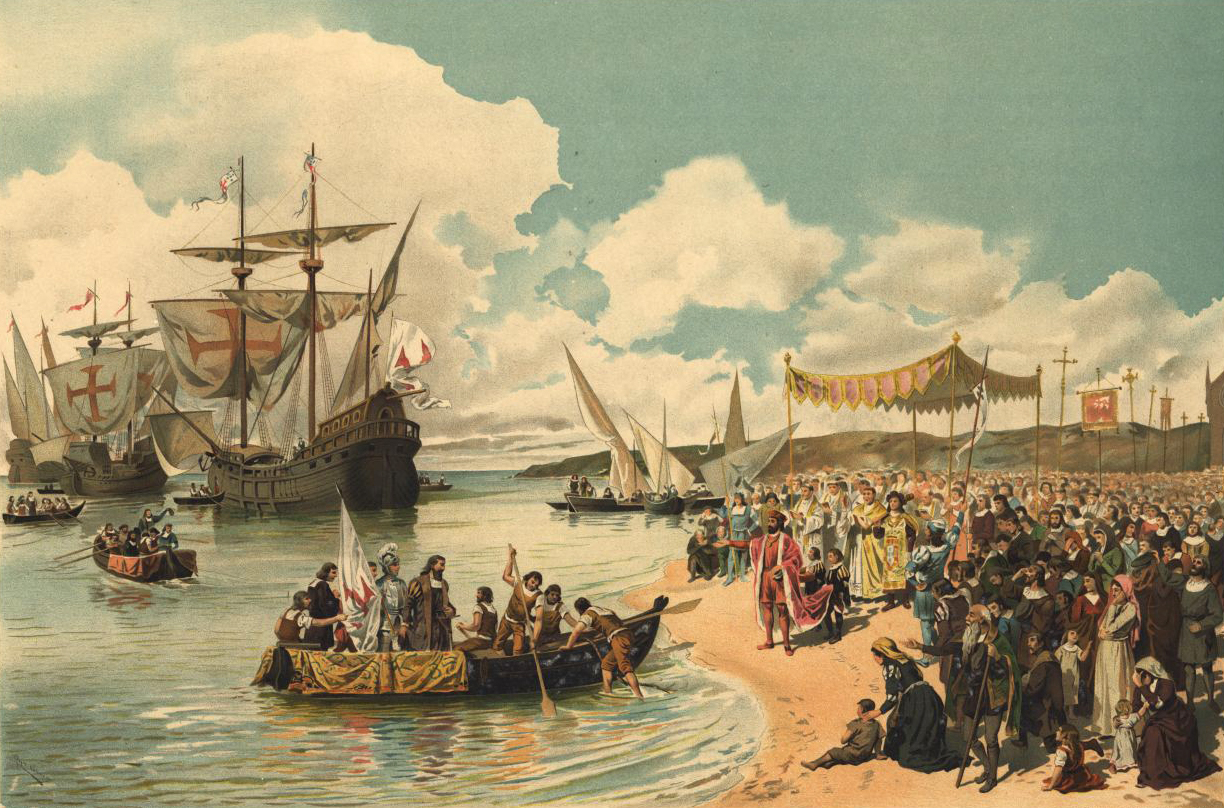
Représentation du départ de Vasco de Gama, depuis Belém, en 1497.

Belém est un quartier de Lisbonne situé sur la rive droite du Tage, dans la partie la plus au sud-ouest de la ville. Cet emplacement est choisi comme site de l'Exposition entre le 4 janvier et le 4 février 1940. 
Augusto de Castro, diplomate et commissaire de l'Exposition, a suggéré que l'événement se tienne sur les rives du Tage en raison de son lien avec l'histoire du Portugal, ainsi que de la proximité de la Tour de Belém et du monastère,. Les plages du Restelo à Belém sont connues comme le lieu de départ des grands explorateurs portugais, notamment Vasco de Gama pour les Indes en 1497.
Le site a déjà été choisi par le passé pour la célébration d'autres festivités : le Centenaire de l'Inde en 1898, ou encore, l'installation de la statue en l'honneur du roi Afonso de Albuquerque en 1901.
En outre, le site est partiellement urbanisé, avec de petites habitations et des places. D'une superficie de 56 hectares, la zone choisie pour l'exposition est délimitée à l'ouest par la place Afonso de Albuquerque et à l'est par la tour de Belém ; elle est bordée au nord par le monastère des Hiéronymites et au sud par le Tage.

## Aménagement
José Ângelo Cottinelli Telmo, architecte en chef, est chargé de la conception des plans pour cette exposition. Il dirige un groupe de 17 architectes. Près de 5 000 ouvriers, 1 000 plâtriers, 15 ingénieurs, ainsi que des centaines de peintres, sculpteurs et décorateurs, sont mobilisés pour construire et aménager l'exposition. 
Les travaux de démolition et l’aménagement du site de l'exposition commencent le 15 février 1939. Un budget de 35 000 contos (soit 35 millions d'escudos) est alloué pour les aménagements et la construction de l'exposition. Quatorze mois de travaux seront nécessaires. L'inauguration a lieu le 23 juin 1940.
Le régime décide de réaliser douze autres grands projets de modernisation du pays avant l'exposition : restauration des intérieurs et des jardins et ouverture d'un musée au Palais royal de Queluz,, construction du nouveau siège de la Maison de la monnaie, création d’une annexe au musée national d'Art ancien, ouverture de l'autoroute A5, construction de la gare maritime de Alcântara, du stade national du Jamor, rénovation et amélioration du palais de l'Assemblée nationale, mise en service de la route Marginal EN6, restauration du teatro Nacional de São Carlos, ouverture du parc forestier de Monsanto, création des hôpitaux universitaires ainsi que déploiement de l'Emissora Nacional dans les colonies portugaises.
L'exposition du monde portugais étant conçue comme une réalisation temporaire, plusieurs structures sont réalisées en bois, en plâtre ou avec d'autres matériaux. C'est notamment le cas du monument des Découvertes, qui est démonté après l'exposition, puis reconstruit en pierre et en béton en 1960.

### Plan général du site

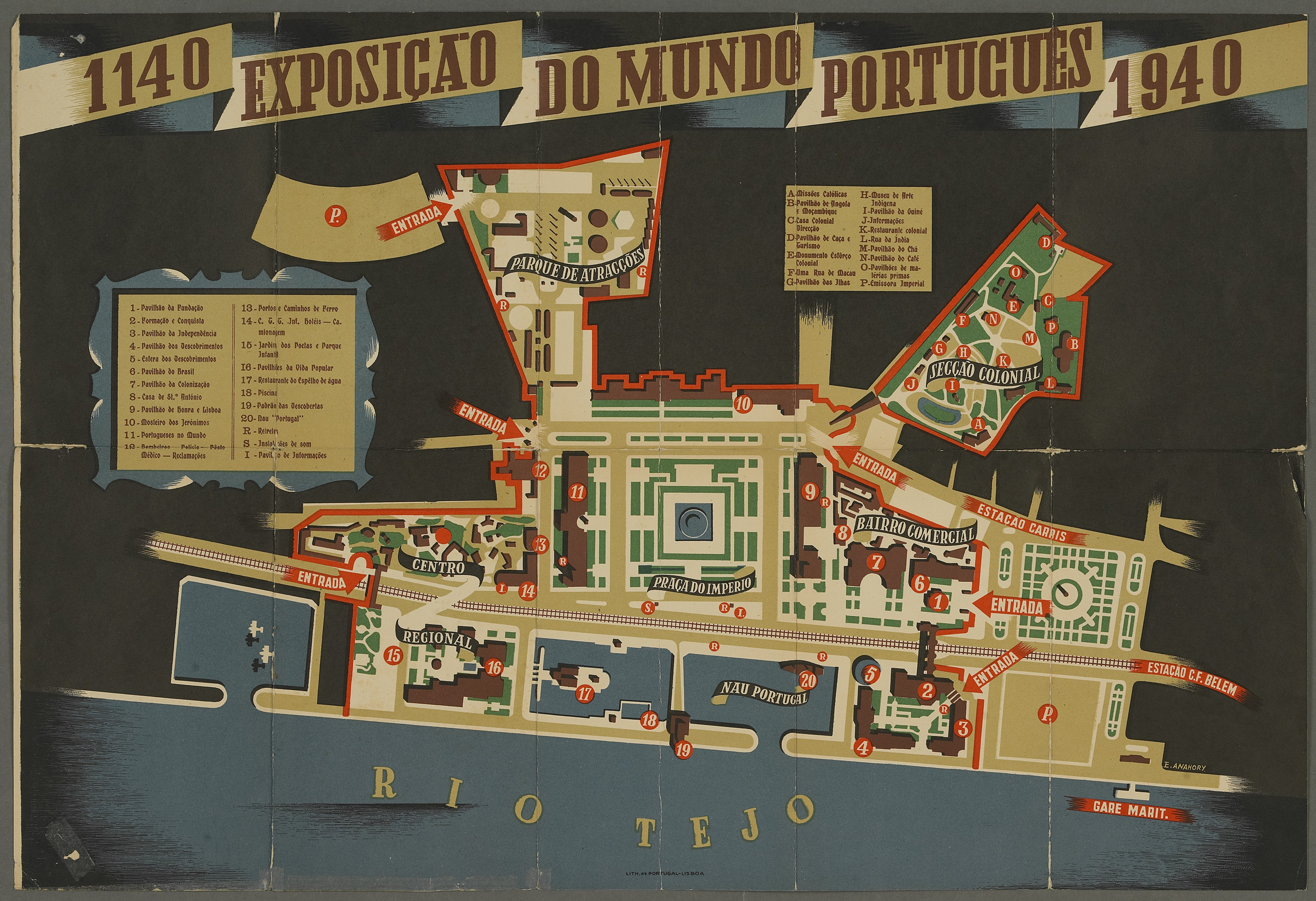
Plan officiel de l'exposition.

Le site de l'exposition est accessible par plusieurs entrées à l’est et à l’ouest. 
La zone sud, sous l’Avenida da Índia et la ligne de chemin de fer, s’organise le long du Tage. À l’extrémité ouest, on trouve le Monument aux Découvertes, les Pavillons de la Vie populaire et la Porte de la Restauration, tandis qu’à l’est se situent le Pavillon de la Fondation et la Porte de la Fondation.
Au centre, entre la ligne de chemin de fer et le monastère des Hiéronymites, se dressent les pavillons les plus imposants. Parmi eux, figurent le Pavillon d'Honneur, le Pavillon des Portugais du Monde, le quartier commercial et industriel, ainsi que la place de l'Empire, véritable cœur de l’exposition. Au nord, de l’autre côté du monastère des Hiéronymites, se trouve un parc à l’ouest, abritant diverses attractions, tandis qu’à l’est, on découvre un jardin et la section coloniale.

### Réaménagement du site

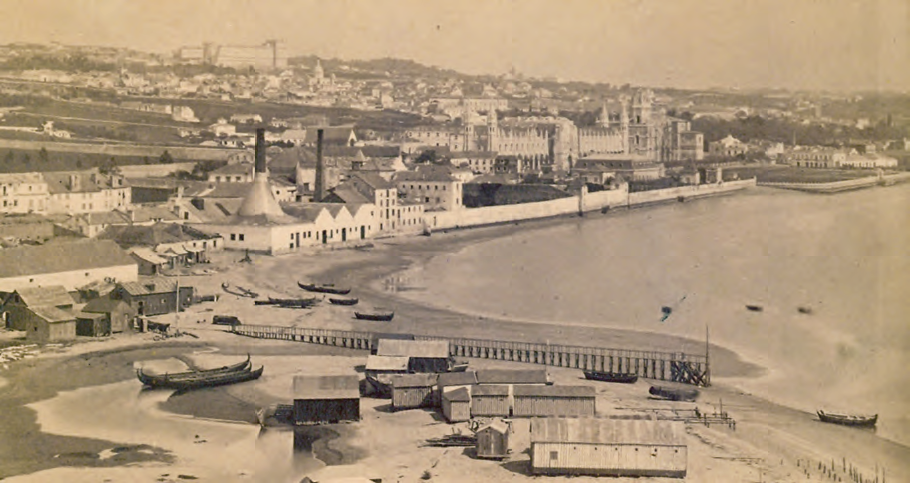
Vue sur le secteur de Belém, début du XXe siècle.

Après avoir déterminé le site de l'exposition, Augusto de Castro, António de Oliveira Salazar, ainsi que le ministre des Travaux publics et le maire de Lisbonne de l'époque, ont décidé de procéder à la rénovation urbaine du quartier de Belém, en particulier de l'espace destiné à l'exposition.
Le quartier se prêtait à l'effet théâtral recherché, notamment avec la création d'une place de l'Empire face au Tage. Elle sera encadrée à l'est et à l'ouest par deux grands pavillons longitudinaux perpendiculaires au monastère du XVIe siècle : le Pavillon d'Honneur et de Lisbonne d'un côté, et le Pavillon des Portugais dans le Monde de l'autre. La Charte de Jean III de Portugal, datée du 15 décembre 1524, interdisait strictement toute construction d’habitations entre le monastère et la rive du Tage. Cette interdiction fut ensuite confirmée par plusieurs rois : Sébastien Ier, Philippe III, Jean IV, Alphonse VI, et Joseph Ier.
La présence du monastère et le développement des activités maritimes favorisèrent l'urbanisation d’une partie de Belém, tout en préservant les abords immédiats du monastère grâce aux renouvellements successifs de la Charte sous Jean III. Ce dispositif de protection fut levé à la fin du XIXe siècle, permettant l’urbanisation autour du monastère et sur une partie de l’espace devant celui-ci.
Entre 1939 et 1940, la place Vasco de Gama est démantelée. La fontaine des dauphins (chafariz dos Golfinhos), inaugurée en 1848, est déplacée vers la Place de Mastro (Largo do Mastro),. Le marché de Belém, construit en 1882, et plusieurs commerces et habitations sont également démolis pour dégager la vue du monastère des Hiéronymites vers le Tage. La rue de Belém, la rue Vieira Portuense et d'autres voies sont partiellement détruites,. Certaines rues, telles que la Vieira Portuense, sont en partie conservées ; des façades sont rénovées et des arches du XVIIIe siècle sont préservées afin d'harmoniser les constructions existantes avec l'esthétique de l'exposition. Environ 55 bâtiments sont démolis, y compris l'emblématique immeuble au no 138 de la rue de Belém, notable pour son architecture antérieure au XVIIIe siècle.

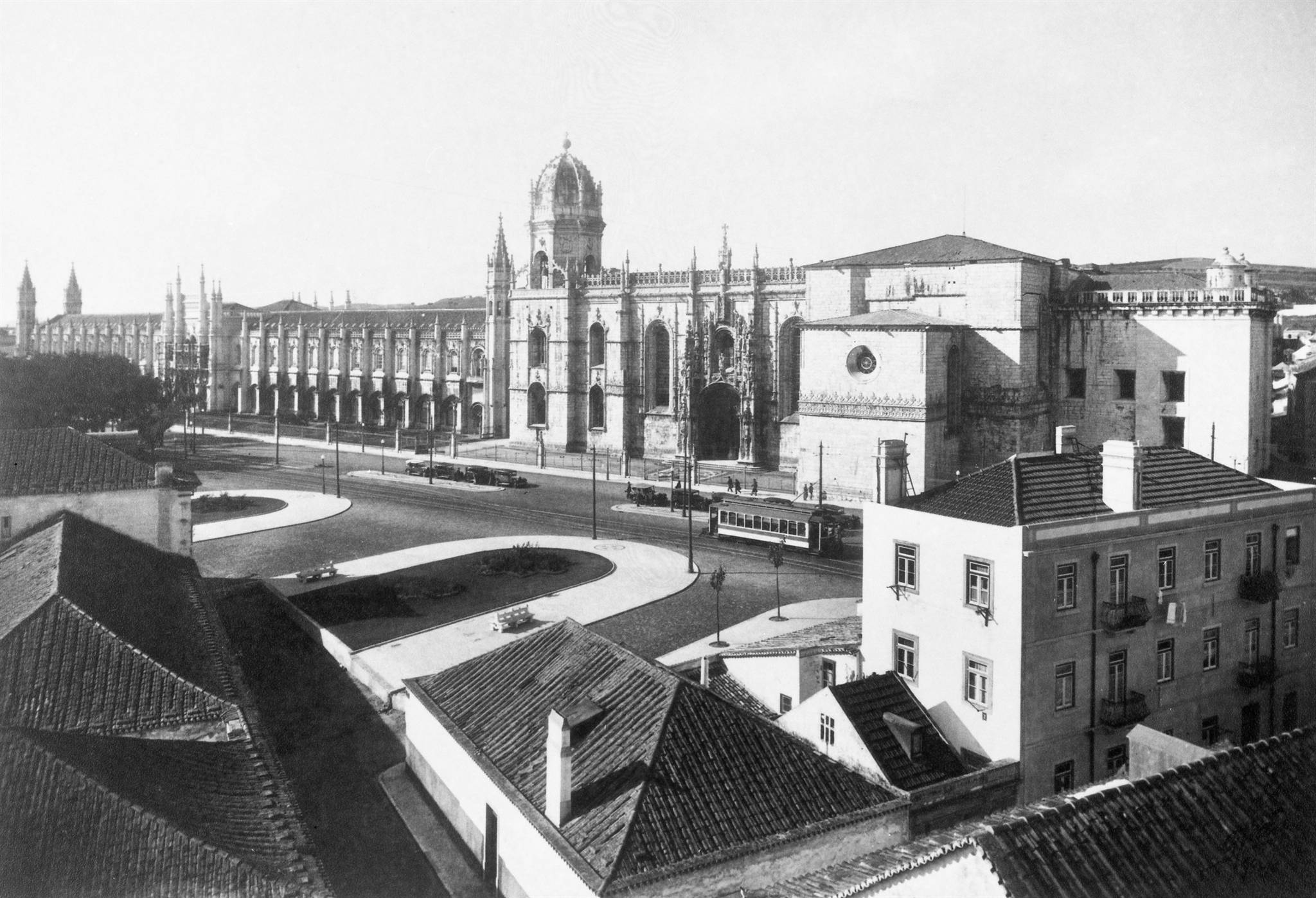
Constructions urbaines et la Place Vasco de Gama, avant 1939.

Pour reloger une partie des habitants, un nouveau quartier nommé Bairro das Terras do Forno a commencé à être construit en 1933. Conçu dans le même style architectural que d'autres projets de l'Estado Novo, ce quartier de maisons économiques, situé entre le monastère des Hiéronymites et le jardin colonial, a été inauguré en 1938.
La Tour de Belém, jusqu’alors environnée d’un pôle industriel et d’une grande usine à gaz, bénéficie de réaménagements dans le cadre de la rénovation générale du quartier,. Sa proximité avec plusieurs usines en activité décide les organisateurs à ne pas intégrer ce secteur dans l’Exposition du monde portugais.
Parmi les bâtiments démolis ou transformés, figure un petit palais à l’ouest du monastère, construit en 1880 ; il servait de résidence au directeur de la Casa Pia de Lisbonne ; ce bâtiment est détruit pour faire place à un parc d'attractions,. 
Le Palais de Belém, également connu sous le nom de Palais de Marialva ou Quinta da Praia et construit au XVIe siècle, est partiellement démoli, et ses jardins réaménagés pour l’exposition. Les parties subsistantes du bâtiment sont réaffectées pour héberger divers services, dont les pompiers, la police et un poste médical, sous l’appellation de Commissariat de l'Exposition (Comissariado da Exposição).
Entre 1938 et 1941, le journal Ecos de Belém rapporte les transformations de ce quartier et leurs effets sur la vie sociale et économique de la zone. Les articles, optimistes en 1938, changent de ton à partir du 10 février 1939, devenant plus critiques envers le réaménagement de Belém. Plusieurs articles critiques sont publiés sans interdiction de la commission de la censure.

### Transport et communications

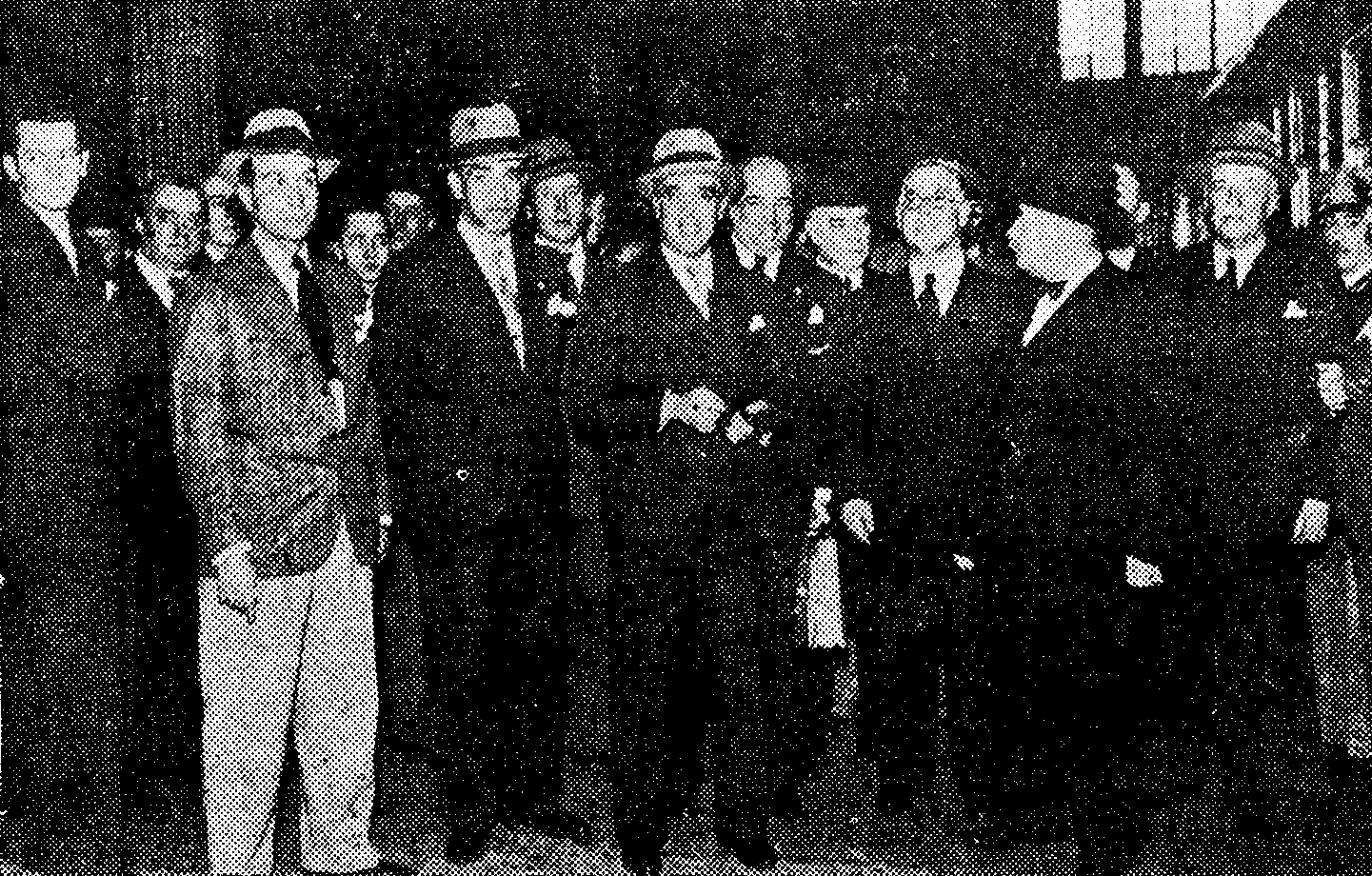
Duarte Pacheco et d'autres invités à la Gare do Rossio pour l'inauguration du train Flecha de Prata.

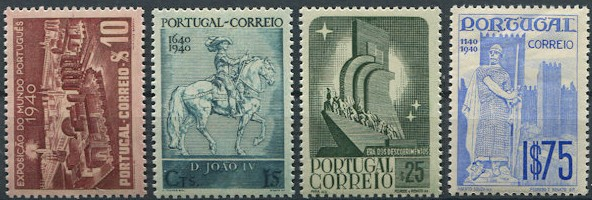
Timbres portugais édités en 1940.

La compagnie de bus lisboète Carris met en place une ligne de bus spéciale, reliant le quartier de la Baixa au site de l'exposition à Belém. Cette ligne utilise six véhicules anglais AEC Regent I, conçus par le constructeur Associated Equipment Company et achetés expressément pour l'occasion,. 
L’exposition propose deux sites de stationnement : le premier est situé à l'actuelle Cour des messes (Terreiro das Missas), en face de la place Afonso de Albuquerque, et le second, au niveau du parc d'attractions, aujourd’hui  zone résidentielle et place de Diu.
Le service ferroviaire est géré par la compagnie Comboios de Portugal. Il est renforcé par une nouvelle liaison reliant Belém et Porto pendant l’exposition. La locomotive 503, redessinée pour l’occasion, ainsi que le train Flecha de Prata, deviennent les symboles des chemins de fer portugais. Le voyage inaugural a lieu le 8 août 1940. Le train relie la gare du Rossio à Lisbonne et la gare de Porto-São Bento en 4 heures et 34 minutes : nouveau standard pour le trajet entre ces villes.
Pour l'accès maritime à Belém, la gare fluviale de Belém est construite sous la direction de l’architecte Frederico Caetano de Carvalho. Inaugurée par la suite, elle permet de relier Belém à Cova do Vapor et Trafaria,. 
Un réseau de téléphérique, comprenant trois lignes, était initialement prévu pour l’ensemble de l’exposition. Seule une ligne est installée et mise en service. Elle relie la section coloniale au bord du Tage,. 
Des taxis et des trains touristiques complètent les possibilités de se déplacer dans l'enceinte de l'exposition.
En 1940, pour célébrer l'Exposition du Monde Portugais, l'Administração-Geral dos Correios, Telégrafos e Telefones édite une série de timbres-poste commémoratifs. Ils promeuvent l'histoire, la culture, et les grandes découvertes maritimes du Portugal. Ces timbres illustrent des moments clés de l'héritage portugais, notamment l'ère des découvertes. Elle symbolise l'expansion maritime et le rôle du Portugal dans la navigation mondiale. Conçus avec un souci de détail artistique, ces timbres représentent des figures emblématiques comme Henri le Navigateur, des navires caravelles, et des monuments historiques tels que la Tour de Belém et le Monastère des Hiéronymites[réf. nécessaire]. référence

## Inauguration et clôture

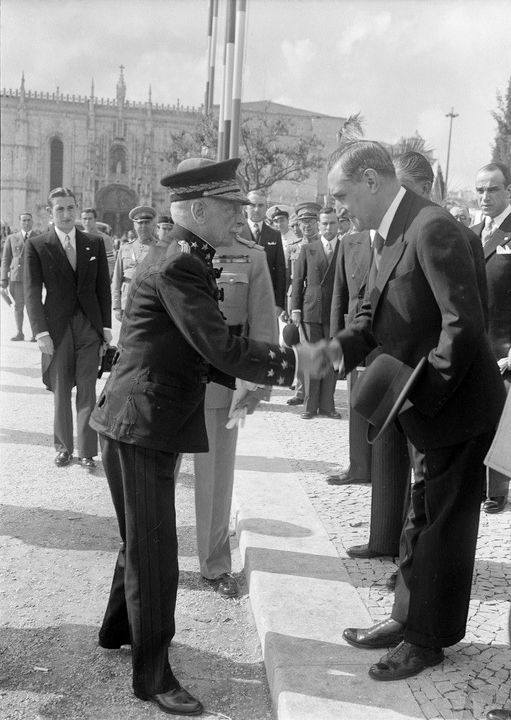
Inauguration de l'exposition en présence du Ministre Salazar et du Président Carmona.

Initialement prévue le 16 juin 1940, l'exposition est finalement inaugurée dans le pavillon d'honneur le 23 juin 1940 par le président portugais Óscar Carmona. 
Y assistent le président du Conseil des ministres portugais, António de Oliveira Salazar, le ministre des travaux publics et maire de Lisbonne, Duarte Pacheco, le Patriarche de Lisbonne, Manuel Gonçalves Cerejeira, Marcelo Caetano, figure politique conservatrice, ainsi que le dirigeant du Secrétariat de la propagande nationale, António Ferro. 
L'inauguration est suivie d'une visite de l'exposition par des personnalités politiques du gouvernement et des forces armées invitées. Des cérémonies civiles et religieuses, des cortèges, des discours, des congrès ont lieu dans tout le pays, principalement à Lisbonne. À la veille de l'inauguration de l'exposition, la France signe la convention de l'Armistice du 22 juin 1940,. Le jour de l'inauguration, un lâcher de milliers de pigeons voyageurs est organisé devant le monastère,.
De nombreuses présentations, spectacles et défilés ont lieu pendant toute la période de l'exposition. L'un des moments forts se déroule le 30 juin 1940, soit une semaine après l'inauguration. Plus de trois mille personnes défilent dans un cortège représentant des personnalités de l'histoire du Portugal : Vasco de Gama, plusieurs Rois de Portugal. Le président du conseil, António de Oliveira Salazar, avait évoqué ce défilé dans sa note officielle de 1938 et souhaitait que ce cortège soit l'apothéose de l'exposition. Pour le chef de la commission du centenaire de 1940, Henrique Galvão, les visiteurs devaient y voir un défilé retraçant huit siècles d'histoire.
Avant et pendant l'exposition, la Revue des Centenaires (Revista dos Centenários), publiée entre 1939 et 1940, sert de support à la Commission Nationale des Centenários, dirigée par António Ferro. Son objectif principal est de promouvoir l'exposition. La revue présente des informations sur les activités de la Commission, et affiche un nationalisme prononcé dans ses articles. Malgré sa vaste documentation, l'esprit de la revue ne correspond pas toujours à celui de l'exposition, en raison de l'influence d'António Ferro et de la diversité des contributeurs impliqués.
L'exposition se clôture le 2 décembre 1940, au lendemain du deuxième jour de la fête nationale portugaise. En effet, le 1er décembre 1640, le Portugal retrouve son indépendance face à l'Espagne durant la période de l'Union ibérique. La cérémonie de clôture débute le 2 décembre à la Cathédrale de Lisbonne par un Te Deum et un discours du président portugais Óscar Carmona à la mairie de Lisbonne, et à l'assemblée nationale. Devant l'Assemblée, le président évoque un hommage au Brésil, à l'Angleterre et à l'Espagne, alors que le Portugal craignait de se faire envahir par son voisin ibérique.
L'exposition est l'une des dernières à présenter des exhibitions humaines à caractère colonial et ethnographique,.

## Tarifs et affluence

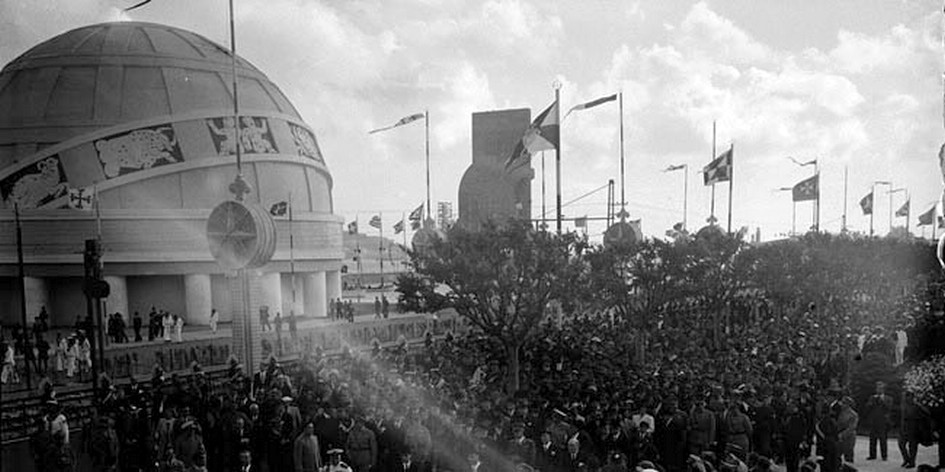
La Sphère des découvertes, avec le public en jour de célébration.

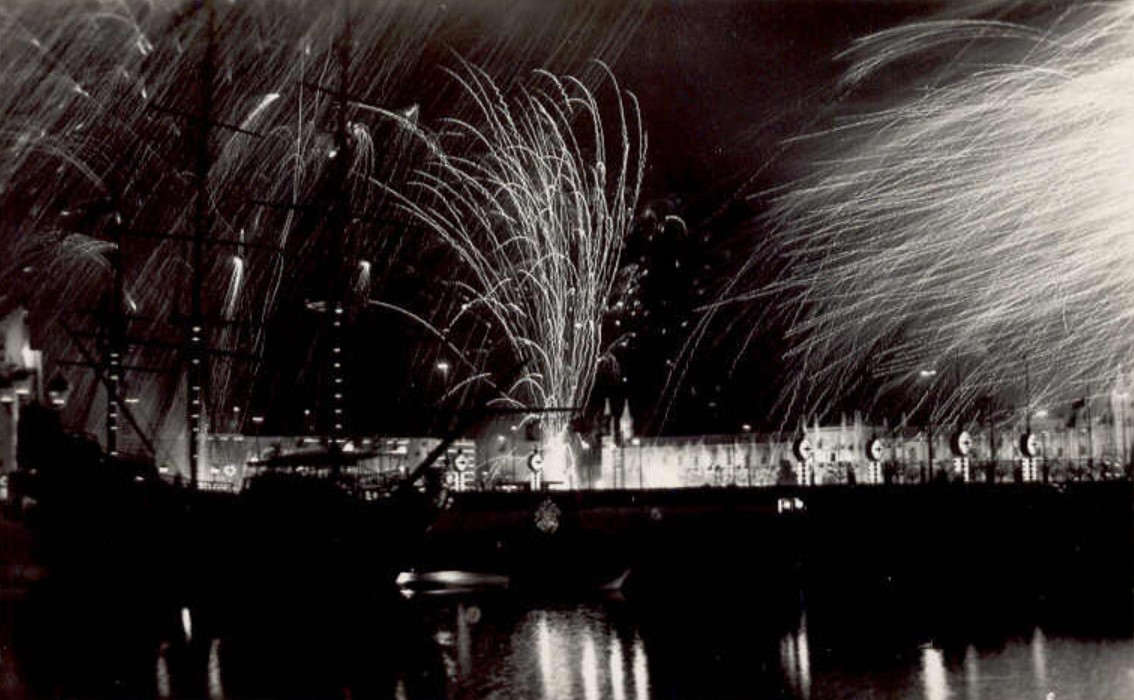
Feux d'artifice lors de la cérémonie de clôture de l'exposition, sur la Place de l'Empire.

Les tarifs d'entrée sont de 2,5 escudos pour une journée, de 3,5 escudos pour l'accès au parc d'attractions, de 5 escudos lors des journées d'inaugurations et grandes fêtes, de 1,5 escudo pour les journées populaires et les groupes de plus de 200 personnes, de 2 escudos pour les groupes de 50 à 200 personnes, de 30 escudos pour un carnet de 10 entrées, de 60 escudos pour un carnet de 30 entrées et de 200 escudos pour un accès illimité pendant toute la durée de l'exposition.
L'exposition du monde portugais accueille près de trois millions de visiteurs. La majorité sont des Portugais, mais également des visiteurs étrangers, et de nombreux réfugiés de guerre,. Le pays reste officiellement neutre pendant la Seconde Guerre mondiale. Cependant beaucoup de personnes se réfugient au Portugal ou y font escale en fuyant le nazisme. Parmi ces réfugiés, on peut citer Arthur Koestler, Alfred Döblin, Heinrich Mann, Peggy Guggenheim ou encore Antoine de Saint-Exupéry. Ce dernier, en transit à Lisbonne pour rejoindre New-York, fut frappé par la grandeur et l'ambiance de cette exposition qui célébrait la gloire du Portugal d’antan, pendant que l'Europe était en guerre.
Entre le 17 juin et le 8 juillet 1940, le consul portugais à Bordeaux, Aristides de Sousa Mendes, accorde des visas à 30 000 réfugiés, dont 10 000 juifs, contre l'avis de son gouvernement,. À son retour au Portugal, le 8 juillet 1940, Aristides de Sousa Mendes est traduit devant le Conseil de discipline à Lisbonne. Il est accusé de désobéissance, préméditation, récidive et cumul d'infractions. Le procès retient contre lui la délivrance de visas non autorisés, la falsification de passeports (pour aider le déserteur Paul Miny), et le crime d'extorsion (à la suite de la plainte de l'ambassade britannique).

## Participants
Le Brésil est la seule nation étrangère officiellement invitée à participer à l'Exposition du monde portugais,. Cette exposition visait à illustrer l'étendue de l'influence lusophone dans le monde. Le 3 février 1939, Augusto de Castro annonce dans la Revue des centenaires que le gouvernement portugais invitait le Brésil à construire ou à décorer lui-même ce second pavillon, qui lui était spécialement consacré. Cette invitation constitue un prolongement naturel et une projection ambitieuse du génie de l'idée lusiade, se matérialise par un pavillon dédié mettant en lumière non seulement le caractère avant-gardiste du Brésil, mais aussi son rayonnement culturel, politique et économique dans le contexte international de l’époque.
L'ensemble des régions portugaises participe à cette exposition, englobant non seulement les régions métropolitaines, mais aussi les provinces et territoires d'outre-mer. Cette inclusion des différentes entités administratives de l'empire portugais témoigne ostensiblement de la richesse et de la diversité exceptionnelles du patrimoine portugais, soulignant ainsi la portée universelle de la culture portugaise à travers ses colonies et territoires. À travers cette représentation, l’exposition s’efforce de présenter une vision unifiée et glorieuse de l’Empire portugais, renforçant l’identité nationale portugaise tout en célébrant ses contributions à la civilisation mondiale.
| Régions métropolitaines, provinces et territoires d'outre-mer représentés | Régions métropolitaines, provinces et territoires d'outre-mer représentés                                                                                            | Régions métropolitaines, provinces et territoires d'outre-mer représentés |
| ------------------------------------------------------------------------- | --- | ------------------------------------------------------------------------- |
| Régions métropolitaines et provinces                                      | - Algarve - Alto Alentejo - Baixo Alentejo - Beira Alta - Beira Baixa - Beira Litoral - Douro Litoral - Estremadura - Minho - Ribatejo - Trás-os-Montes e Alto Douro | Drapeau de l'Exposition                                                   |
| Provinces et territoires d'outre-mer                                      | - Açores - Angola - Cap-Vert - Guinée portugaise - Inde portugaise - Madère - Macao - Mozambique - Sao Tomé-et-Principe portugais - Timor portugais                  | Drapeau de l'Exposition                                                   |
| Pays participants                                                         | - Brésil - Portugal — pays organisateur | Drapeau de l'Exposition                                                   |

Le régime politique de l'époque, l'Estado Novo, dirigé par António de Oliveira Salazar, considère que les territoires ultramarins ne constituent pas des colonies au sens traditionnel, mais bien des parties intégrantes et inséparables du Portugal métropolitain. Cette vision s'inscrit dans une idéologie de souveraineté unitaire officiellement confirmée en 1951 par une réforme administrative qui transforme le statut des colonies en provinces portugaises. Par exemple, les Indes portugaises, qui jusque-là formaient une colonie d'outre-mer, sont élevées au rang de province portugaise des Indes, consolidant symboliquement leur lien avec la métropole. Les archipels des Açores et de Madère, bien qu'historiquement liés à la métropole, sont également valorisés dans le secteur ethnographique métropolitain de l'exposition, au sein des villages portugais, témoignant de la diversité régionale portugaise tout en réaffirmant leur appartenance nationale.
Les jeunes de la Mocidade Portuguesa masculines et féminines (Jeunesse Portugaise) participent également à l'exposition,.  La jeunesse portugaise est dès lors mise en contact avec les valeurs nationalistes, catholiques et autoritaires du régime. Une loyauté sans faille est requise envers António de Oliveira Salazar en favorisant un patriotisme extrême. Dans le cadre de l'exposition, la Mocidade Portuguesa joue un rôle essentiel, participant aux parades, aux cérémonies ainsi qu'à l'accueil des visiteurs.
La filiale portugaise de l'entreprise Philips, d'origine hollandaise, occupe une place notable sur le site de l'exposition, apportant un élément de modernité technologique. Elle y installe un stand dédié, appelé la cabine de son Philips, qui équipe la section historique de l'exposition avec pas moins de 100 haut-parleurs et 10 000 mètres de câblage. Cette infrastructure de pointe démontre le savoir-faire technologique de l'époque et met en valeur l'intégration de technologies européennes au sein du Portugal, symbolisant son développement industriel.

## Thème, accès et pavillons

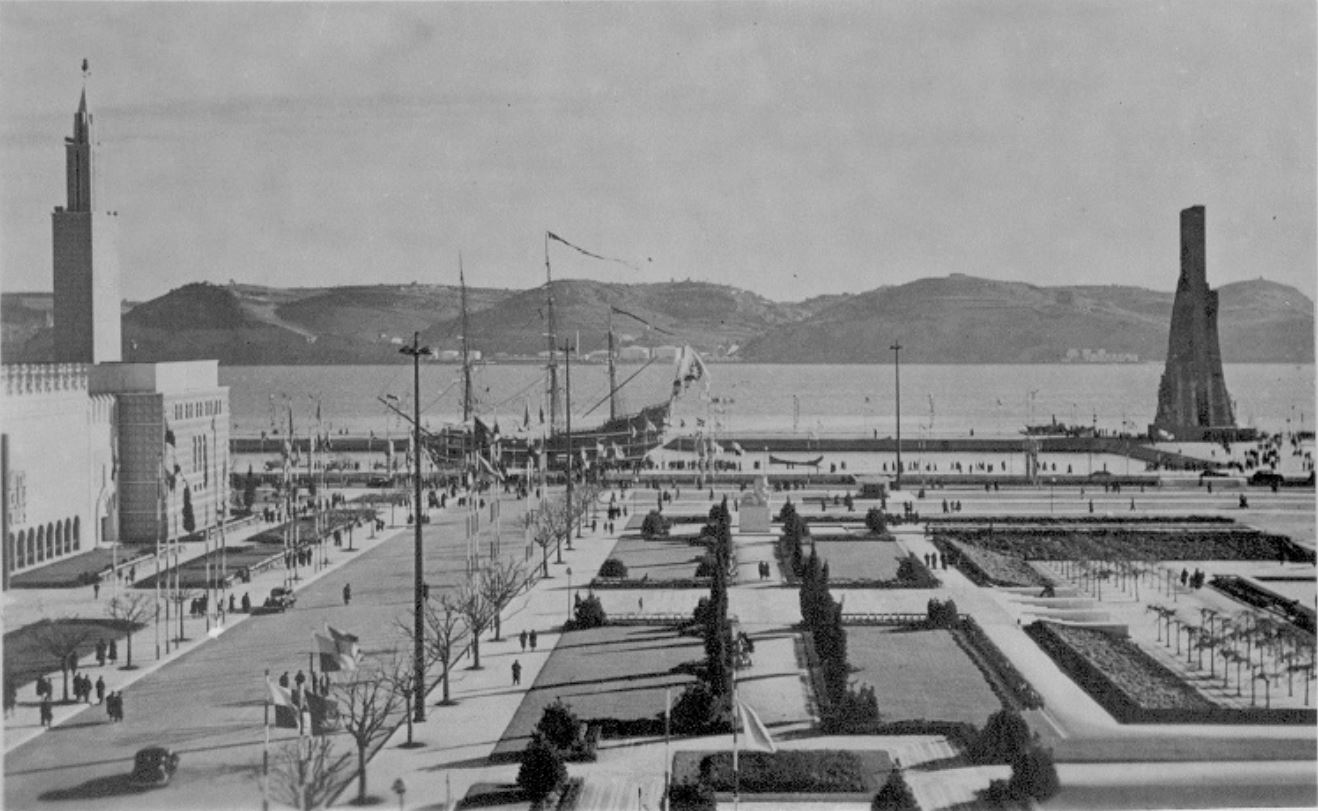
Vue partielle sur la Place de l'Empire, le Monument aux Découvertes, le Navire et le Pavillon de Lisbonne.

Le thème central de cette exposition, intitulée « le monde portugais » (o mundo português en portugais), reflétait l’ambition du gouvernement portugais : célébrer les 800 ans de la fondation du pays, et les 300 ans ayant suivi la restauration de son indépendance après une longue période de domination espagnole. Cet événement visait à commémorer des jalons cruciaux du passé portugais et légitimer le régime autoritaire de l’Estado Novo, dirigé par António de Oliveira Salazar. En consolidant son image tant au sein de la nation qu’à l’international, le gouvernement cherchait à renforcer son pouvoir.
La ville de Lisbonne était l'hôte idéal. Capitale du pays, point de départ de Vasco de Gama à la plage du Restelo, elle en profitait pour entreprendre le réaménagement d'une partie du quartier de Belém. 
Le site de l'exposition abritait des monuments emblématiques : la tour de Belém, le monastère des Hiéronymites et la place Afonso de Albuquerque, témoignages de l'histoire et du patrimoine du Portugal.
Le 3 février 1939, Augusto de Castro découpait le parc en plusieurs espaces consacrés aux grands thèmes de l'exposition. Le secteur historique comprenait les pavillons de la fondation, de la formation et de la conquête, de l'indépendance, des découvertes ou encore les Portugais dans le monde ; le secteur colonial, installé dans le jardin botanique tropical de Belém, regroupait les pavillons coloniaux ainsi que les villages indigènes ; le secteur de la vie populaire / ethnographique métropolitaine était la reconstitution de villages typiques des différentes régions du Portugal (métropolitain, Açores et Madère). 
En complément des trois sections, figurèrent également le pavillon du Portugal 1940, le pavillon du Brésil, le pavillon d'honneur, le navire portugais, le monument des Découvertes, plusieurs autres pavillons, un parc d’attractions, ainsi que d'autres espaces comme des jardins, des restaurants et des espaces de loisirs.
La base de l'exposition reposa sur la représentation d'un grand pays, qui mit en avant le colonialisme, l'historisme, le catholicisme et la ruralité du pays.
| image représentant un drapeau                            |
| Drapeau basé sur le l'étendard de la Bataille d'Almansa. |

| image représentant un drapeau                                             |
| Drapeau basé sur le 1er étendard du Regimento de Infantaria n.º 14, 1808. |

| image représentant un drapeau                             |
| Drapeau basé sur insigne de l'Ordre de l'Empire Colonial. |

| image représentant le drapeau de Lisbonne    |
| Drapeau présent sur le site de l'exposition. |

| image représentant le drapeau de l'exposition        |
| Drapeau officiel de l'exposition du monde portugais. |

| image représentant un drapeau           |
| Drapeau du Portugal entre 1385 et 1485. |

Durant l'événement, plusieurs drapeaux municipaux furent exposés, d'autres, conçus spécifiquement pour l'exposition, s'inspirèrent de diverses influences historiques. Parmi ces références, figuraient le drapeau utilisé lors de la bataille d'Almansa, le drapeau régimentaire des armées napoléoniennes, ainsi que les couleurs de l'Ordre de l'Empire Colonial. Cette initiative visait à concevoir un drapeau colonial symbolisant l'ensemble des possessions portugaises, en intégrant des éléments susceptibles de représenter l'unité et l'identité de l'empire colonial.

### Accès et portes

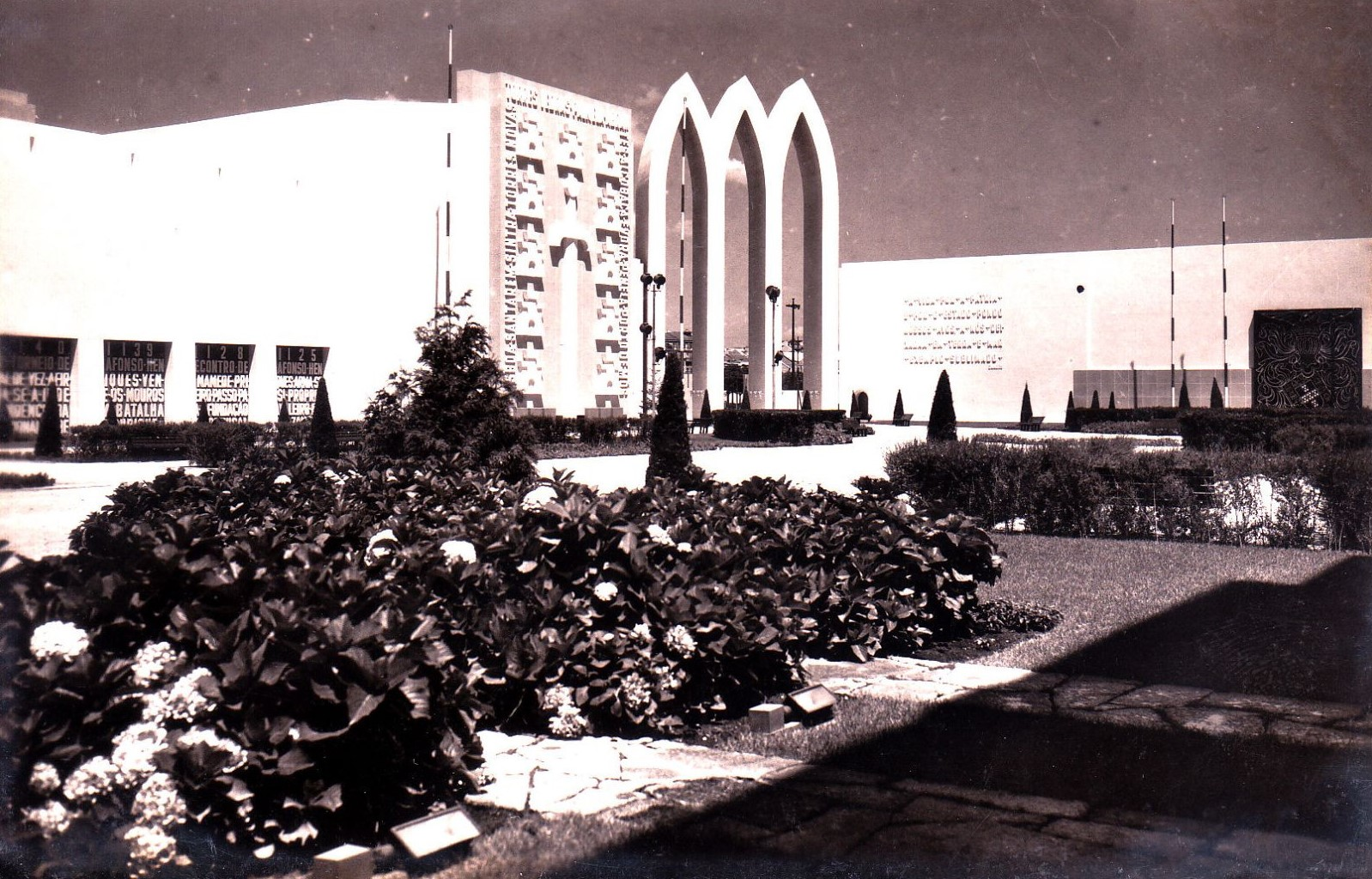
Entrée des Trois Ogives.

Plusieurs points d'entrée permettaient d'accéder à l'exposition : deux principaux et quatre portes réparties dans l'ensemble du parc. Des passerelles piétonnes et automobiles permettaient de rejoindre l'une ou l'autre des sections de l'exposition, séparées par la ligne de chemin de fer et la route.

#### Entrées
L'entrée principale (Entrada Principal), située en face du Pavillon de la Fondation, était le principal accès piéton à l'exposition. Placée à droite de la Porte de la Fondation, elle permettait d'accéder à la partie nord du secteur historique. Conçue pour impressionner par sa grandeur et sa stabilité, cette entrée a marqué les visiteurs, nationaux et internationaux.
L'entrée des Trois Ogives (Entrada das Três Ogivas), située entre le Pavillon de la Formation et de la Conquête et le Pavillon de l'Indépendance, était le second accès principal piéton. Placée à gauche de la Porte de la Fondation, elle ouvrait sur la partie sud du secteur historique. Composée de trois grandes arches gothiques, elle symbolisait trois périodes significatives de l'histoire du Portugal : la fondation du royaume en 1140, l'époque des découvertes maritimes et la restauration de l'indépendance en 1640.

#### Portes
La Porte de la Fondation (Porta da Fundação), située à l'est de l'exposition, reliait le Pavillon de la Fondation au Pavillon de la Formation et de la Conquête. Cette porte servait de passerelle piétonne entre la partie nord et la partie sud de l'exposition, traversée par une ligne de chemin de fer et une voie de circulation automobile. Imposante, elle était dotée de quatre piliers et arborait sur sa façade principale une représentation du roi Alphonse.
La Porte de la Restauration (Porta da Restauração), située à l'ouest, à l'opposé de la Porte de la Fondation, remplissait la même fonction de passerelle. Elle se trouvait entre l'aire de jeux et les Villages portugais, dans la section consacrée à la vie populaire et à l'ethnographie métropolitaine. Moins imposante que la Porte de la Fondation, elle arborait des blasons sur sa façade.
La Porte de Belém (Porta de Belém), située entre la place de l'Empire et la rue de Belém, servait d'accès piéton à l'exposition. Placée au nord-est, elle se trouvait entre les Pavillons d'Honneur et de Lisbonne, dans la section coloniale.
La Porte de Restelo (Porta do Restelo), située le long de la rue bordant le Monastère et à l'entrée de la rue Bartolomeu Dias, servait d'accès aux véhicules et au tramway.

### Secteur historique

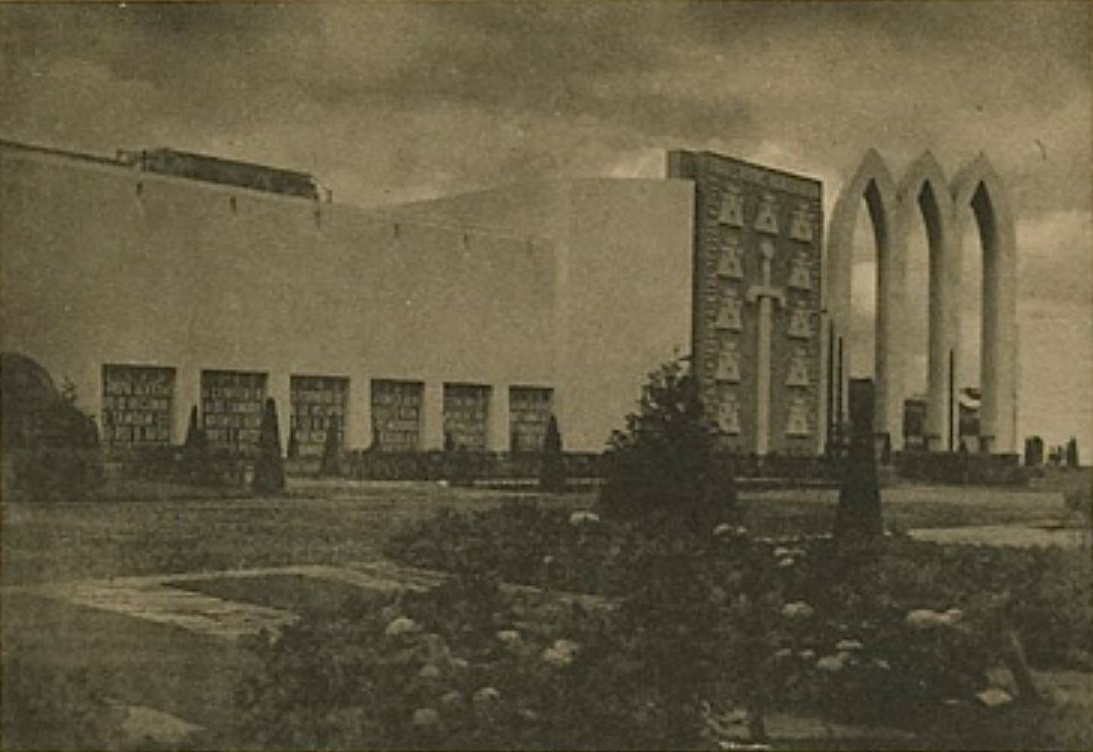
Pavillon de la Formation et de la Conquête.

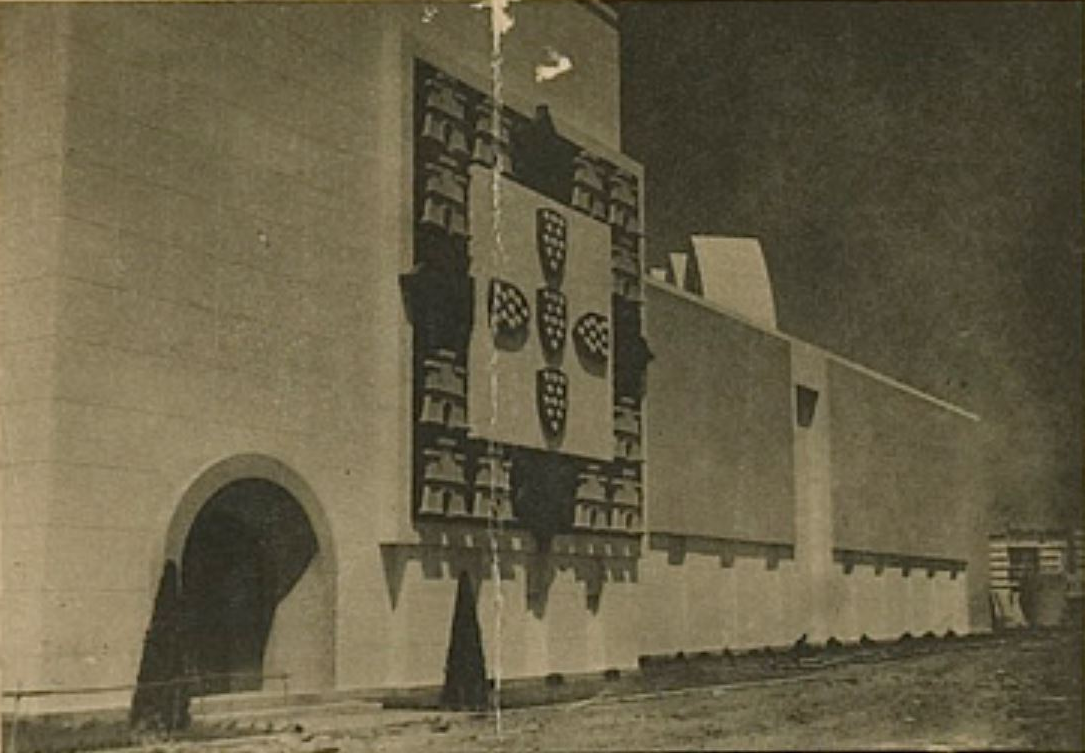
Pavillon de l'Indépendance.

Le secteur historique occupait la partie centrale de l'exposition, ainsi qu'une petite zone en bordure du Tage. La ligne de chemin de fer (Lisbonne-Estoril) et l'avenue des Indes le coupait en deux parties. Le quartier commercial et industriel se trouvait dans ce secteur. Il constituait la plus vaste et la plus importante partie de l'exposition. Composé de grands pavillons, il fut conçu pour exposer l'histoire de la nation.
Le Pavillon de la Fondation (Pavilhão da Fundação), conçu par Raul Rodrigues Lima, mesurait 15,5 m mètres de hauteur et était composé de deux étages. Il se situait à l'entrée principale de l'exposition. Il comprenait plusieurs salles et galeries ornées de statues de rois et de religieux portugais, tels qu'Alphonse Ier, Gualdim Pais, ainsi que d'autres figures historiques importantes. Il mettait en valeur des éléments de la généalogie royale, des pétroglyphes pré-romains et des pièces emblématiques comme la Manifestis Probatum de 1179. Formant une petite forteresse de style médiéval, il fut inauguré le 25 juin 1940. Ce pavillon visait également à rappeler la naissance et la croissance de la nation portugaise. Sa façade s'inspirait de celle de la cathédrale de Lisbonne et du château de Saint-Georges, et, après l'exposition, le pavillon fut détruit
Le Pavillon de la Formation et de la Conquête (Pavilhão da Formação e Conquista), également conçu par l'architecte Raul Rodrigues Lima, se situait entre la ligne de chemin de fer, le Tage et la Sphère des Découvertes. D'une hauteur de 16 m, d'une longueur de 45 m et d'une largeur de 80 m, il fut inauguré le 25 juin 1940. Sa façade, d'une grande sobriété, arborait les blasons des premiers rois de la Maison de Bourgogne. Accolé à la Porte de la Fondation, le pavillon abritait plusieurs salles où l'on retrouvait des œuvres d'art, des documents, ainsi que des objets d'époque. L'une des salles était dédiée à la sainte Reine Isabelle de Portugal : y figuraient une reproduction de son tombeau, et des descriptions de ses actions de bienfaisance et de son intervention à Alvalade. Ce pavillon fut également détruit après l'exposition.
Le Pavillon de l'Indépendance (Pavilhão da Independência), également conçu par l'architecte Raul Rodrigues Lima et inauguré le 25 juin 1940, se situait en bordure du Tage. Différentes salles visaient à exposer,  l'indépendance du Portugal et sa restauration, ainsi que trois périodes historiques : les règnes de Jean Ier et Jean II, et la Guerre péninsulaire. Une salle mettait en scène la signature de la convention de Sintra de 1808, ou encore une maquette des lignes de Torres Vedras. Ce pavillon, en forme de L, d'une hauteur de 16 m, d'une longueur de 69 m et d'une largeur de 46 m, présentait un aspect extérieur massif et sobre, et arborait les armoiries de la Maison d'Aviz.
Les pavillons de la Fondation, de la Formation et de la Conquête, ainsi que celui de l'Indépendance, furent réalisés par la même équipe, composée du directeur Luís Pastor de Macedo, de l'architecte Rodrigues de Lima, ainsi que d'une équipe de peintres, de décorateurs et de sculpteurs.
Le Pavillon des Découvertes (Pavilhão dos Descobrimentos), créé par l'architecte Porfírio Pardal Monteiro, mesurait 70 m de longueur et de largeur, et 16 m de hauteur. Inauguré le 28 juin 1940, ce bâtiment, en forme de L, avait pour but de rappeler les découvertes du Portugal et d'attester de la science nautique portugaise née à Sagres. Composé de neuf salles, il abritait une salle consacrée à Henri le Navigateur, une autre à Fernand de Magellan, une troisième à Luís de Camões. Le pavillon fut partiellement conservé et accueille désormais l’association navale de Lisbonne.

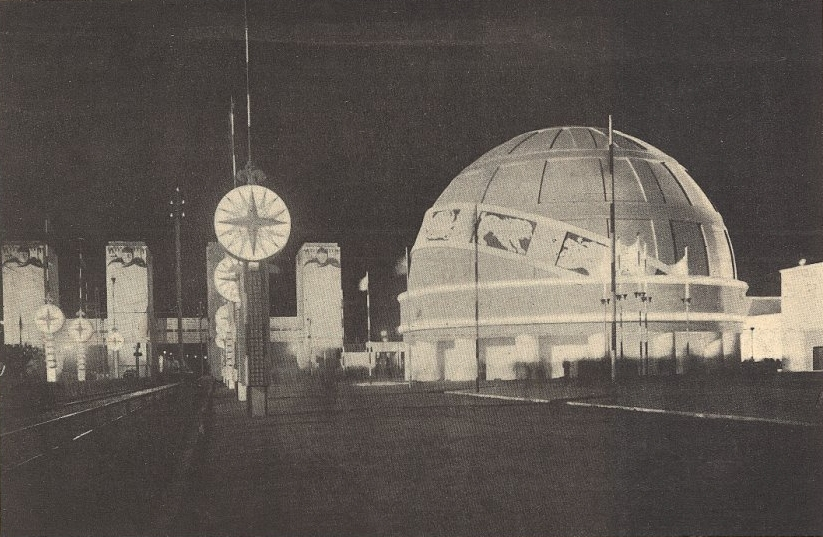
La Sphère des Découvertes.

La Sphère des Découvertes (Esfera dos Descobrimentos) fut également créée par l'architecte Porfírio Pardal Monteiro et inauguré aussi le 28 juin 1940. Le bâtiment avait l'apparence d'une sphère armillaire. Il servait à exposer les itinéraires des caravelles portugaises lors des découvertes et expéditions maritimes. La sphère, d'un diamètre de 30 m et d'une hauteur de 24 m, était située à la sortie du Pavillon des Découvertes. Elle fut détruite après l'exposition.
La Sphère des Découvertes et le Pavillon des Découvertes furent réalisés par la même équipe, composée du directeur Quirino da Fonseca, de l'architecte Porfírio Pardal Monteiro, de l'auteur du plan général des décorations, Cottinelli Telmo, ainsi que de la même équipe de peintres et de décorateurs.
Le Pavillon de la Colonisation (Pavilhão da Colonização), créé par l'architecte Carlos João Chambers Ramos, se situait entre le pavillon du Brésil et le pavillon de Lisbonne. Inauguré le 1er juillet 1940, ce pavillon, d'une hauteur de 12,2 m, d'une longueur de 47 m et d'une largeur de 76 m, avait pour fonction de commémorer l'histoire de la colonisation portugaise, la foi catholique et l'empire portugais. Les différentes salles présentaient la conversion du roi Nzinga Nkuwu au catholicisme, ou bien encore les tapisseries représentant João de Castro entrant triomphant à Goa. Bien que loué pour son aspect extérieur, l'intérieur reçut de nombreuses critiques négatives, y compris concernant les œuvres d'art présentées.
Le pavillon de la Colonisation fut détruit à la fin de l'exposition. Le directeur de ce pavillon était Júlio Cayolla, avec la collaboration de Luís de Montalvor.

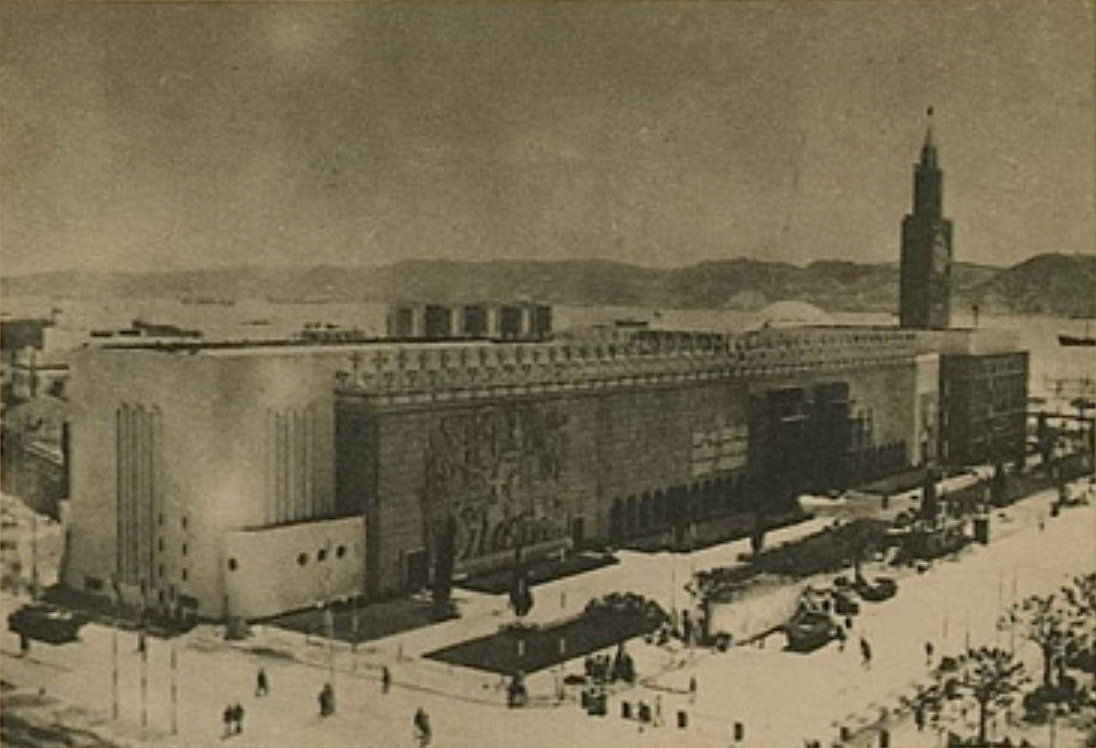
Les pavillons d'honneur et de Lisbonne.

Le Pavillon du Brésil (Pavilhão do Brasil), conçu par l'architecte Raul Lino, se situait entre le Tage et le monastère. Inauguré le 20 juillet 1940, ce pavillon d'une hauteur de 26 m, d'une longueur de 18,5 m et d'une largeur de 80,5 m, avait pour fonction d'exposer l'ancienne colonie portugaise. Le Brésil était représenté par ce pavillon et par celui du Pavillon du Brésil colonial. Le bâtiment, imposant, était en forme de L et possédait un parvis couvert. Divisé en trois sections, il abritait le département du café, une exposition d'art brésilien, et différentes salles : l'une était consacrée à Rio de Janeiro, présentait une exposition des principaux monuments de la ville, et des documents sur des techniques de santé publique mises en œuvre par le médecin brésilien Oswaldo Cruz. Le directeur de ce pavillon était Augusto de Lima Júnior, l'architecte adjoint fut Flávio Barbosa et l'auteur du plan général des décorations, Roberto Lacombe. Le pavillon fut détruit à la fin de l'exposition.
Le Pavillon d'Honneur et de Lisbonne (Pavilhão de Honra e de Lisboa), conçu par Luís Cristino da Silva et inauguré le 23 juin 1940, était initialement prévu pour être le pavillon de Lisbonne et le pavillon d'Honneur. Ces deux pavillons furent réunis en un seul, bien qu'ils fussent physiquement séparés par un patio extérieur. Le Pavillon de Lisbonne voulait représenter les traditions de la capitale portugaise. Il se composait d'une entrée et de plusieurs salles et galeries richement décorées d'azulejos. Il incluait également une cour et une tour avec des éléments architecturaux du XVIIIe siècle. Le Pavillon d'honneur, situé sur la partie gauche, comprenait plusieurs salles, un restaurant et une salle de concert. L'ensemble représentait un bâtiment long de 150 m, large de 30 m, haut de 19 m, avec une tour s'élevant à 50 m de hauteur. Une partie de l'ensemble reprenait l'architecture de la Casa dos Bicos et de la Tour de Belém.
Les deux pavillons furent détruits à la fin de l'exposition. Le directeur de l'ensemble était Norberto de Araújo.
Le Pavillon des Portugais dans le monde (Pavilhão dos Portugueses no Mundo), conçu par l'architecte Cottinelli Telmo, fût inauguré le 8 juillet 1940 et détruit en 1943, soit trois ans après la fin de l'exposition. Le bâtiment, divisé en trois secteurs, mesurait 164 m de long, 30 m de large, et 19 m de haut, avec une tour s'élevant à 50 m.Le pavillon abritait la section Brésil 1500 (Brasil 1500), représentant l'ancienne colonie du Brésil, la section Portugal 1940, ainsi que les installations de la Propagande Nationale (Secretariado de Propaganda Nacional). À travers ses salles et galeries,  il visait à commémorer l'action des Portugais dans le monde, à diffuser les réalisations de l'Estado Novo et à représenter le Portugal moderne de 1940. Parmi les nombreuses salles, la salle du Japon illustrait l'héritage de la culture portugaise au Japon, ainsi qu'une présentation de la première traversée aérienne de l' Atlantique Sud réalisée par les Portugais Gago Coutinho et Sacadura Cabral.
Ce pavillon, séparé en trois parties, n'avait pas de directeur unique. Le secteur Portugal 1940 était sous la direction d'António Ferro, le reste de l'édifice était sous la direction d'Afonso Dornelas.

### Secteur colonial

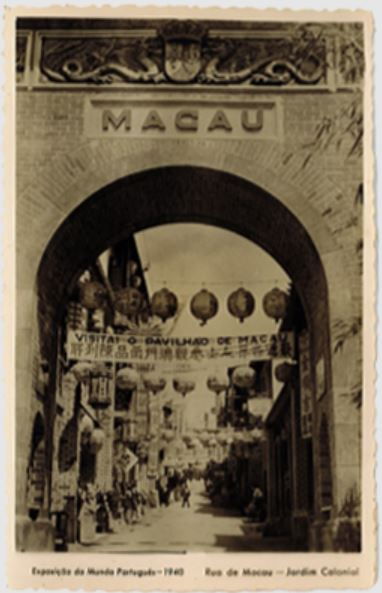
Vestiges de la section F, reconstitution d'une rue de Macao.

Le secteur colonial (également appelé Jardin de l’Outre-mer), avec ses pavillons et constructions, occupait la partie nord-est de l'exposition. Il fut décidé d'intégrer ce secteur dans le jardin colonial (appelé aussi Jardin de l'outre-mer), aujourd’hui devenu le jardin botanique tropical de Lisbonne. Sur une superficie de 25 000 m2, le secteur regroupait des éléments d'architecture typique, des pavillons, ainsi que les représentations des 21 provinces portugaises. Ceux de l'Angola et du Mozambique étaient particulièrement en valeur. La province de Macao était valorisée par la Rue de Macao, marquée par une arche (encore existante) et une construction en forme d'éléphant, servant de mirador.
Le Pavillon de l'Angola et du Mozambique (Pavilhão de Angola e Moçambique) représentait l'Afrique occidentale portugaise (actuel Angola) et l'Afrique orientale portugaise (actuel Mozambique). Ce pavillon, conçu par l'architecte António Lino, était le plus vaste du secteur colonial. Il fut démoli après l'exposition.
Le Pavillon de la Guinée (Pavilhão da Guiné), conçu par l'architecte Gonçalo de Mello Breyner, représentait la Guinée portugaise (actuelle Guinée-Bissau). Il hébergea une tribu de l'archipel des Bijagos, qui offrait aux visiteurs une vue sur les cultures guinéennes. Il fut détruit à la fin de l'exposition.
Le Pavillon des Îles (Pavilhão das Ilhas) conçu par l'architecte Vasco Regaleira, représentait les colonies portugaises insulaires de São Tomé-et-Principe, du Cap-Vert, et de Timor. Il fut également démoli après la clôture de l'événement.
Les Missions catholiques (Missões Católicas) constituaient un ensemble architectural conçu par Raul Maria Xavier, comprenant une église, un cloître et une salle dédiée au Saint-Esprit. L'ensemble servait à souligner le rôle de l'Église dans l'expansion coloniale portugaise, présenter l'œuvre des missions catholiques portugaises dans les colonies, avec des scènes reconstituées pour illustrer la vie et les activités des missionnaires. Il fut démoli après l'événement.

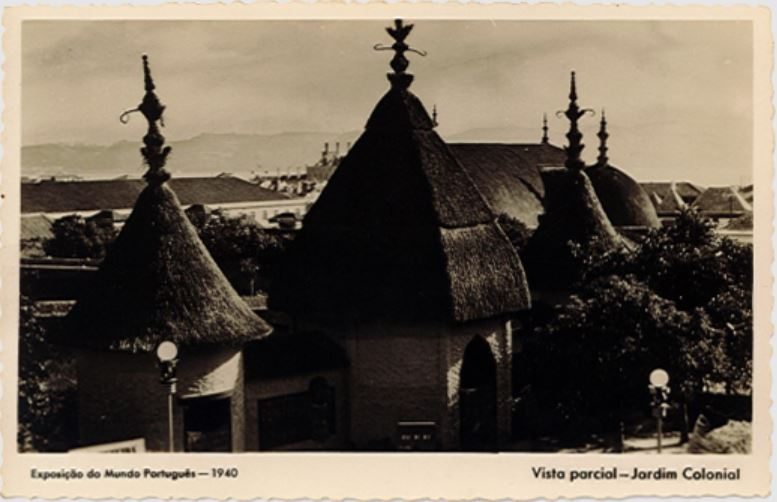
Vue partielle sur le jardin Colonial.

Le Pavillon de la chasse et du tourisme (Pavilhão da Caça e Turismo) fut installé dans le palais des comtes de Calheta, qui reçut pour l’occasion une façade temporaire spécifique à l’exposition. Ce pavillon abritait la collection la plus complète du pays en matière de chasse et de tourisme. Trois crocodiles importés d'Angola furent placés dans le bassin du palais, ajoutant une dimension vivante à la présentation des richesses naturelles des colonies. Après l'exposition, le palais devint le centre de documentation et d'information de l'Institut de recherche scientifique tropicale.
La Maison coloniale (Casa Colonial), édifice à deux étages, représentait le style architectural des résidences portugaises dans les colonies. Son rez-de-chaussée était décoré de sols et murs recouverts d'azulejos produits par l’usine Sant'Anna de Lisbonne. Contrairement à la plupart des autres constructions de l'exposition, la Maison coloniale fut conservée après la clôture de l'événement et abrite aujourd'hui la direction du Jardin botanique tropical de Lisbonne (Casa da Direção).
Le Musée de l'art indigène (Museu da arte indígena) présentait une collection d'œuvres d'art africaines et orientales, offrant aux visiteurs un aperçu de la diversité artistique des colonies portugaises. À proximité du musée, un groupe d’indigènes exposait divers outils traditionnels et réalisations artisanales, permettant de découvrir directement les techniques et savoir-faire de leurs cultures respectives.
La Rue de Macao (Rua de Macau) reconstituait une rue de Macao, son atmosphère, le commerce traditionnel et l'habitat typique de cette ancienne enclave portugaise  Les visiteurs pouvaient y explorer des boutiques, des restaurants, et admirer des éléments architecturaux mêlant les influences portugaises et chinoises. L'arche de Macao, qui marquait l'entrée de cette rue, est encore visible aujourd'hui dans le jardin botanique tropical de Lisbonne,.
La Rue de l'Inde (Rua da Índia) comportait plusieurs constructions d'architecture indo-portugaise, représentant l'État portugais de l'Inde. Cette rue abritait également le Pavillon de la Colonisation. L'ensemble de ces installations a été démantelé après l'exposition.
Le Pavillon des Matières Premières (Pavilhões das Matérias‐Primas) regroupait un ensemble de stands consacrés aux principales matières premières des colonies portugaises, en collaboration avec les producteurs et commerçants de ces ressources. Les visiteurs pouvaient y découvrir divers produits coloniaux, illustrant la diversité des matériaux extraits et cultivés dans les territoires sous administration portugaise. Le pavillon incluait également une xylothèque, une collection de spécimens de bois représentative des essences forestières des colonies. Le bâtiment principal de cet ensemble a été préservé et reste visible aujourd'hui dans le jardin botanique tropical de Lisbonne.
Le Monument à l'effort colonial (Monumento ao Esforço Colonial) se trouvait dans la partie nord du secteur colonial, précisément en face de la serre principale. Situé entre les Pavillons des Matières Premières, le Pavillon du Café et la Maison coloniale, ce monument visait à rendre hommage aux initiatives et aux contributions portugaises dans les colonies. 
L’Avenue de l’ethnographie coloniale (Avenida de Etnografia Colonial) exposait dans le secteur colonial une série de quatorze bustes sculptés. Ils représentaient des chefs tribaux, des types ethniques et des membres des tribus les plus emblématiques de l'Empire portugais. Ce parcours voulait illustrer la diversité des peuples au sein des colonies, selon les conceptions ethnographiques de l'époque. Encore visibles aujourd'hui, ces bustes demeurent dans le jardin botanique tropical de Lisbonne, exposés à leur emplacement initial.
Les Villages indigènes (Aldeias Indígenas), dans le secteur colonial, reconstituaient les habitations traditionnelles des peuples des colonies portugaises, telles que le Cap-Vert, la Guinée, São Tomé-et-Principe, l'Angola, le Mozambique et Timor, exposaient les coutumes et les modes de vie des différentes populations. Chaque village était consacré à un groupe ethnique particulier, offrant aux visiteurs un aperçu de leurs pratiques culturelles, de leur architecture et de leur quotidien. Le roi du Kongo, un souverain local d'Afrique centrale, était présent lors de l'exposition et résida avec sa famille dans un logement spécialement aménagé. L'ensemble des villages et des installations fut détruit à la fin de l'événement.
Le Pavillon du Thé (Pavilhão do Chá), le Pavillon du Café (Pavilhão do Café) et le Pavillon du Tabac (Pavilhão do Tabaco) étaient destinés à la présentation des principaux produits des plantations et des ressources naturelles des différentes colonies portugaises.
Le Restaurant colonial (Restaurante colonial) proposait des plats typiques des colonies. À la fermeture de l'exposition, le bâtiment fut transformé pour servir de laboratoire d'histologie et de technologie des bois de l'IICT entre les années 1950 et 1980. Plus tard, des travaux ont redonné au bâtiment sa fonction initiale, et il devint un restaurant nommé la Maison du Thé (Casa de Chá).
La Serre Principale (Estufa principal) fut construite au début du XXe siècle, avant l'Exposition.  Lors de l'événement, une grande collection d'orchidées y fut exposée, mettant en valeur la richesse botanique des territoires ultramarins. Actuellement abandonnée, la serre fait l'objet d'un projet de restauration.
La Maison de la demi-heure de la Saudade (Casa da meia-hora da Saudade) était un pavillon géré par le diffuseur radio national, qui permettait aux Portugais de la métropole de communiquer avec leurs compatriotes d'outre-mer.
| Vue sur le Pavillon de la Chasse et du Tourisme |
| Le Pavillon de la Chasse et du Tourisme.        |

| Vue sur le Pavillon des Missions Catholiques |
| Le pavillon des missions catholiques.        |

| Photographie du village Indigène   |
| Vue partielle du village Indigène. |

| Vue sur des tribus. |
| Une tribu jouant.   |

| Vue sur les anciennes serres du jardin        |
| Les anciennes serres partiellement détruites. |

| buste d'une femme              |
| Un des 14 bustes dans le parc. |

| Panneau en bois exposé au palais                                            |
| Panneau en bois sculpté, exposé dans le Palais, représentant l'agriculture. |

La section coloniale présentait également diverses reconstitutions d'habitations typiques des peuples des colonies portugaises. Elles mettaient en lumière leurs habitudes de vie, leurs vêtements traditionnels, leurs outils de travail. Des cartes postales et le guide officiel de la section coloniale représentaient deux femmes africaines, dissimulant partiellement leur corps tout en laissant leur poitrine visible.

### Secteur ethnographique métropolitain

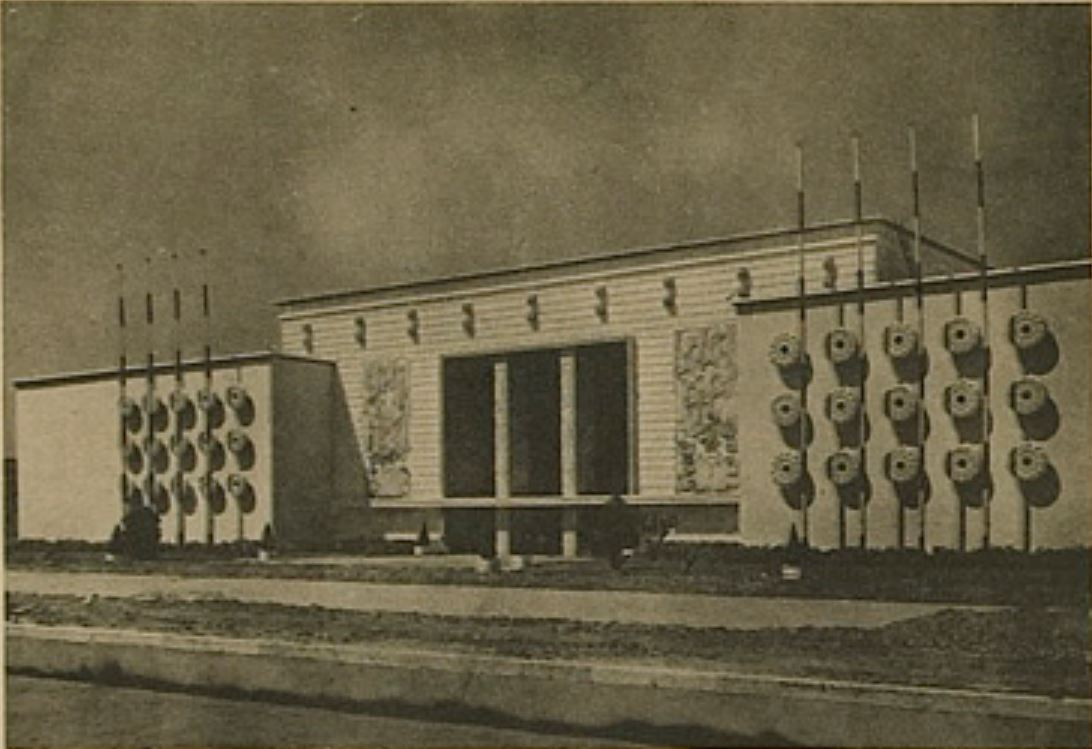
Façade des Pavillons de la vie populaire.

Le secteur ethnographique métropolitain occupait la partie sud-ouest de l'exposition, en bordure du Tage. La ligne de chemin de fer et l'avenue des Indes le divisaient en deux parties distinctes, respectivement les Villages portugais, au nord, et le Quartier de la vie populaire, au sud. Ce secteur fut également nommé Centre Régional.
Les plans furent élaborés en 1939, la construction débuta la même année. Le secteur fut inauguré et ouvert au public le 2 juillet 1940. Il se composait de petites maisons illustrant les styles architecturaux des différentes régions du Portugal et proposait des démonstrations d'activités régionales, ainsi qu'une exposition sur la vie rurale, l'art et les métiers traditionnels.
Sous la supervision du Secrétariat national de la propagande, la direction du secteur fut confiée à António Ferro. Les villages portugais furent conçus par l'architecte Jorge Segurado, tandis que les pavillons du quartier de la vie populaire furent réalisés par les architectes Eurico Sales Viana et Thomas de Mello.

#### Villages portugais (aldeias portuguesas)
En 1939, les plans furent conçus et les travaux de construction commencèrent. Le quartier des villages portugais fut inauguré et ouvert au public le 2 juillet 1940. Il se composait d'un ensemble de petites maisons illustrant les styles architecturaux des différentes régions du Portugal. Le régime voulait présenter une image idéalisée de la vie rurale portugaise, et mettre en scène la diversité régionale avec des exemples d’architecture et de modes de vie propres à chaque partie du pays.

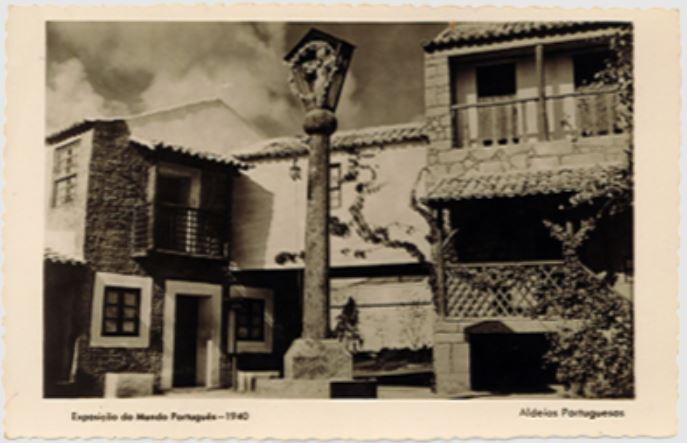
Place de Beira Baixa.

Sur une surface de 25 000 m2, au nord du secteur ethnographique métropolitain, le secteur représentait les villages et les coutumes des régions de Trás‐os‐Montes, Beira Alta, Beira Baixa, Minho, Douro, Beira Litoral, Alto Alentejo, Baixo Alentejo, Estremadura, Ribatejo, Algarve, ainsi que les régions d'outre-mer des Açores et de Madère.
Chaque région était représentée par un ensemble de maisons reflétant ses spécificités architecturales. La région du Minho exposait des maisons en granit, tandis que Trás-os-Montes était représentée par des habitations en pierres sombres, non enduites de chaux. Le Douro Litoral montrait de petites maisons hautes et très blanches, tandis que la Beira Litoral et la Beira Alta présentaient des maisons en pierre et en granit gris. La Beira Baixa était représentée avec des maisons en granit et en schiste. Les régions du Ribatejo, de l'Estremadura, et de l'Alentejo exposaient des maisons basses en briques, tandis que l'Algarve montrait des maisons avec des cheminées caractéristiques et des toits-terrasses. Les archipels étaient également représentés : Madère exposait les maisons typiques de Santana, et les Açores montraient des maisons construites en basalte,.
Une chapelle dédiée à saint Antoine de Lisbonne fut également édifiée dans ce quartier pour l'occasion.

#### Quartier de la vie populaire (secção da vida popular)
Sur une surface de 20 000 m2, au sud du secteur ethnographique métropolitain et en bordure du Tage, le quartier de la vie populaire représenta l’art portugais, le savoir-faire et les métiers de l’industrie.
Le quartier regroupait plusieurs pavillons dans un bâtiment en forme de U, avec un patio central. Construit à l'origine de façon provisoire, comme les autres structures de l'exposition, l’ensemble présentait des façades symétriques décorées dans le style de l’art populaire, accompagnées de jeux de textures.
Dans la partie sud de l’ensemble se trouvaient également une salle de cinéma et une salle des transports maritimes et fluviaux. Un jardin d'enfants et le parc des poètes étaient également aménagés dans ce quartier,.

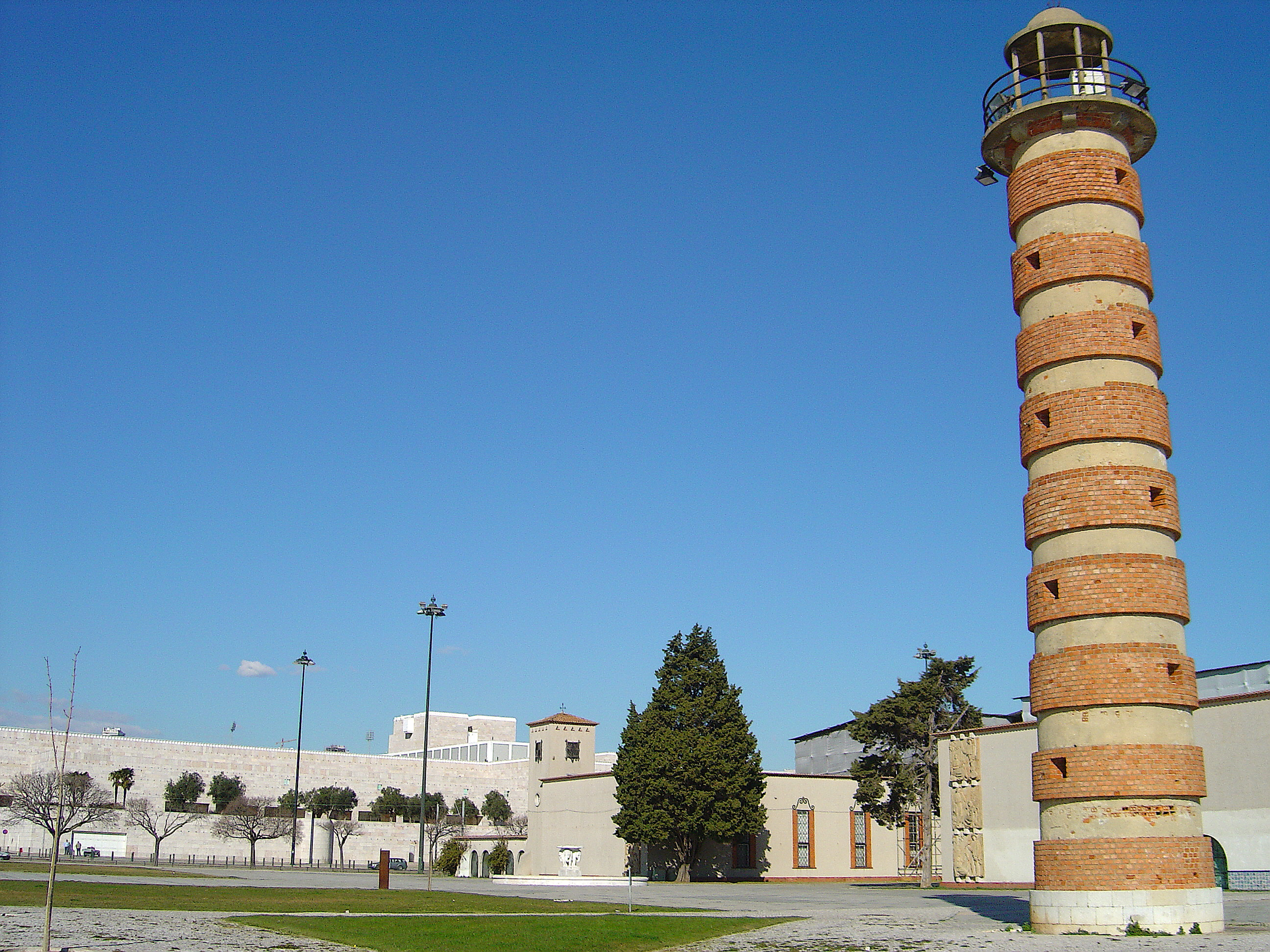
Phare de Belém.

Le Pavillon du Prologue (Pavilhão do Prólogo), situé entre l'aire de jeux et le miroir d'eau, fut décoré de scènes de la vie populaire. Dans la Salle de la Synthèse, un carrousel exposait différents métiers portugais, avec des décors constitués de vaisselle et de broderies.
Le Pavillon de la Joaillerie (Pavilhão da Ourivesaria), conçu par Veloso Reis et João Simões, se distingua par sa forme : une tour cylindrique ornée de motifs évoquant la dentelle. Également appelée la Tour Filigrane, elle abrita une exposition de bijoux.
Le Pavillon de la Mer et de la Terre (Pavilhão do Mar e da Terra) se composait de sept salles consacrées à divers thèmes : la pêche, la dentelle, la religion catholique, la superstition, les pâturages, la chasse et la pyrotechnie. Des artisans y réalisaient des démonstrations, notamment des groupes de dentellières originaires de Vila do Conde, de Peniche et de l'île de Madère. Le pavillon était accompagné d'un phare spécialement construit pour l'événement. Cependant, ce phare ne fut jamais utilisé comme tel. Le pavillon des arts et de l'industrie fut détruit dans les années 1960, et le phare gagna en visibilité dans le paysage.
Le Pavillon des Arts et des Industries (Pavilhão das Artes e das Indústrias), situé dans la partie sud, occupa la majeure partie du bâtiment du secteur ethnographique métropolitain. Composé de plusieurs salles, il comprenait un cinéma ainsi qu'une salle consacrée aux arts et aux industries du Portugal métropolitain.
Le Pavillon de la Confiserie et de la Boulangerie (Pavilhão da Doçaria e Panificação) était surmonté d'une tour et possédait un accès donnant sur un patio. Il avait la forme architecturale d'un couvent, l'idée étant de rappeler l'origine des confiseries, souvent confectionnées par les religieuses. Plusieurs gâteaux régionaux étaient également proposés.
Le Pavillon des Transports, du Tissage et de la Poterie (Pavilhão dos transportes, da Tecelagem e da Olaria), dans la partie nord du bâtiment principal et divisé en trois salles, était destiné à l’exposition des transports terrestres, du tissage et de la poterie.

### Places et autres édifices

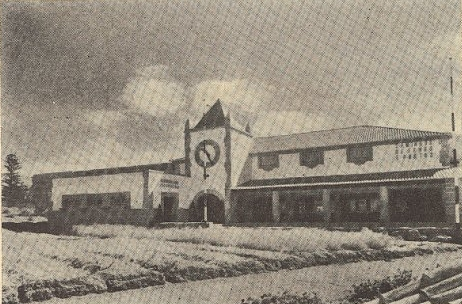
Le Pavillon des Chemins de Fer et des Ports.

L'Exposition du Monde Portugais ne se limitait pas aux grands pavillons thématiques ; elle comprenait également plusieurs places et petits édifices soigneusement aménagés ; chacun illustrait un aspect singulier de la culture portugaise ; ces espaces contribuaient à offrir aux visiteurs une immersion complète, où les détails architecturaux et décoratifs renforçaient la diversité et la richesse du patrimoine portugais.
Le Miroir d'eau (Espelho de Água), situé en bordure du Tage, fut conçu comme un espace de détente et de rafraîchissement, comprenant un restaurant et un salon de thé, réalisés par l'architecte Antônio Lino. Après la clôture de l'exposition, le restaurant demeura ouvert ; en 1943, des travaux furent entrepris pour l'agrandir. En 2014, après une période de fermeture, un concours municipal permit la réouverture de l'établissement. L'établissement ferma définitivement en 2022.
Le Monument aux Découvertes (Padrão dos Descobrimentos), érigé sur les bords du Tage, fut conçu par l'architecte portugais José Ângelo Cottinelli Telmo et par le sculpteur Leopoldo de Almeida. Atteignant 50 mètres de hauteur, construit en structure légère avec du fer, du ciment, du plâtre et du bois, il fut démonté à la fin de l'exposition. En 1960, à l'occasion des 500 ans de la mort d'Henri le Navigateur, un nouveau monument en béton et en calcaire local fut érigé à la même place. Sur le Padrão dos Descobrimentos, des statues de marins, militaires et religieux portugais furent dressées, notamment Fernand de Magellan, derrière celle de Henri le Navigateur.

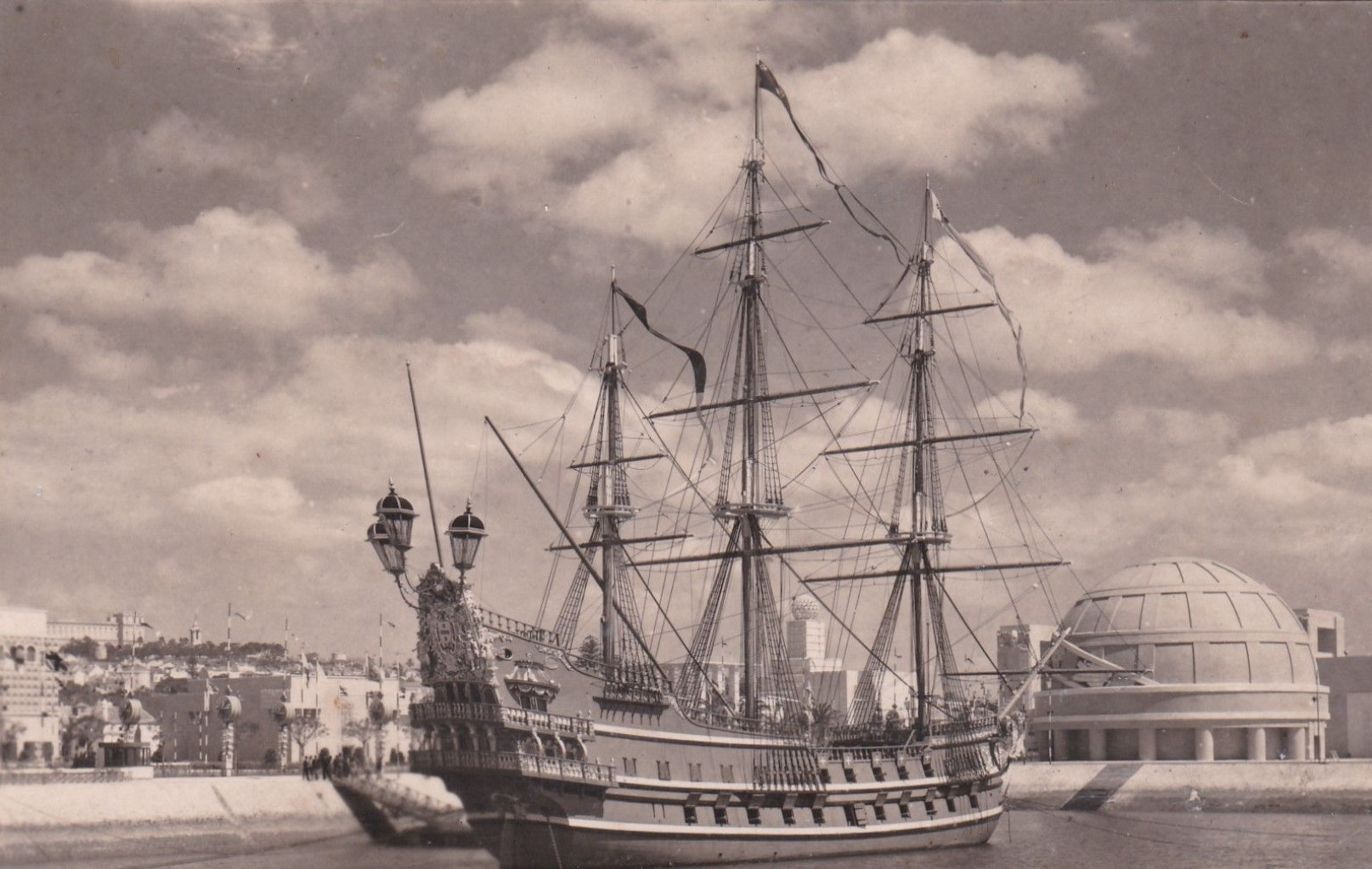
Le navire Portugal.

Le Navire Portugal (Nau Portugal) était situé entre le Monument aux Découvertes et le Miroir d'eau. Construit pour imiter l'architecture d'un galion portugais qui assurait les voyages commerciaux entre Lisbonne et Goa, ce navire était richement décoré, tant à l’intérieur qu’à l’extérieur. D'une longueur de 42,2 m mètres, il arborait trois mâts et était équipé de 48 canons. Conçu uniquement pour l’exposition et non pour la navigation, il se coucha lors de son transport en sortant de Gafanha da Nazaré le 7 juillet 1940 et fut ensuite remorqué jusqu'à Belém pour l’événement. Le navire fut pratiquement détruit et coula à la suite du cyclone qui frappa Lisbonne en février 1941. Plusieurs éléments furent récupérés et sont aujourd'hui conservés au Palais des marquis de Fronteira.
La Maison de Saint-Antoine (Casa de Santo António) était une reconstitution de la maison supposée où Saint-Antoine de Lisbonne aurait passé son enfance. Egalement conçue pour évoquer une habitation médiévale lisboète, cette maison permettait de plonger dans l’architecture et le mode de vie de l'époque. Dans l'une des salles, le plafond était orné de fresques illustrant des scènes de la vie de Fernando Martins de Bulhões, futur Saint Antoine de Padoue.
La Place de l'Empire et la Fontaine Lumineuse (Praça do Império e Fonte Luminosa), conçues par l'architecte Cottinelli Telmo, furent créées spécifiquement pour l'exposition. Avant l'aménagement de cet espace emblématique, la zone faisait partie de la plage de Restelo. Recouverte de pavés portugais (calçada portuguesa) disposés en motifs variés, tels que la sphère des découvertes, la place était ornée de statues d'hippocampes sculptées par António Duarte, qui se dressent encore aujourd’hui sur les lieux.
Au centre de la place, la Fontaine Lumineuse offrait un spectacle de jets d’eau colorés et de jeux de lumière. La fontaine était dotée d’un jet central pouvant atteindre 25 mètres de hauteur. Elle était ornée de 48 blasons représentant les rois João Ier, Afonso V, João II et Manuel Ier, ainsi que des familles nobles importantes ; des symboles célébraient l'expansion maritime de l'Empire portugais. Un travail minutieux de pavage fut mené par le comité d'organisation et la mairie de Lisbonne pour revêtir la Place de l'Empire et la zone entourant la fontaine.
Le Parc d'Attractions (Parque de Atrações) fut conçu par l'ingénieur Mendes Leal et les architectes António Lino et Keil do Amaral. À la fin de l'exposition, il fut détruit et l'emplacement fut réaménagé pour accueillir le Planétarium Calouste Gulbenkian, un quartier résidentiel, ainsi que le centre d'éducation et de développement Jacob Rodrigues Pereira.
Le Pavillon des Chemins de Fer et des Ports (Pavilhão dos Caminhos de Ferro e Portos), situé entre les villages portugais et le pavillon des télécommunications, fut inauguré le  23 octobre sous la direction de l'architecte Cottinelli Telmo et la supervision de l'ingénieur Branco Cabral, alors secrétaire général des Chemins de Fer Portugais. Ce pavillon se distinguait par sa richesse artistique, mettant en scène des œuvres de divers créateurs, dont le décorateur Nunes de Almeida, l'artiste Euclides Vaz et le sculpteur António Santos. Les travaux de peinture ainsi que l'aménagement des salles d'étude furent réalisés dans les ateliers de la compagnie de transport. Parmi les pièces marquantes du pavillon, figurait un modèle réduit de voiture ferroviaire offert par la Société Nationale des Chemins de Fer Français, conçu pour illustrer les lignes ferroviaires et les différentes régions du Portugal. Le pavillon proposa également d'autres attractions, comme une reconstitution du périple de Magellan et une mise en scène sonore enregistrée par la Emissora Nacional. Ce pavillon visait à souligner l'importance des chemins de fer dans le développement du pays, en alliant modernité et tradition. À la fin de l'exposition, le pavillon fut démantelé.
Le Pavillon des Télécommunications (Pavilhão das Telecomunicações), situé entre le Pavillon du Portugal 1940, le pavillon des chemins de fer et les villages portugais, servait de centre de communication avancé. Il permettait aux visiteurs d'envoyer des télégrammes, du courrier postal et d'effectuer des appels téléphoniques, illustrant le rôle croissant des télécommunications dans la société portugaise de l'époque. Inauguré le 19 juillet, l'événement fut l'occasion d'un discours de Couto dos Santos sur l'histoire et l'évolution des télécommunications au Portugal ; il souligna l'importance de la coopération entre la société publique CTT et des sociétés privées comme la Companhia Portuguesa Rádio Marconi et la Companhia Portuguesa de Telefones. Ces collaborations amélioraient les infrastructures de télécommunications, et renforçaient les liens entre le Portugal métropolitain et ses territoires d’outre-mer.
Les Hippocampes (Cavalos Marinhos) étaient des statues en marbre créées par le sculpteur António Duarte. Ces œuvres se distinguaient par leur finesse artistique et leur symbolisme, associant l'animal marin à l'imaginaire de l'expansion maritime portugaise. Elles sont toujours visibles aujourd'hui sur la Place de l'Empire à Lisbonne ; elles ajoutent un élément décoratif à cet espace emblématique de l'Exposition du Monde Portugais. Ces statues rappellent l'importance de la mer et de la navigation dans l'histoire et la culture du Portugal.

## Lisbonne et Belém après l'exposition

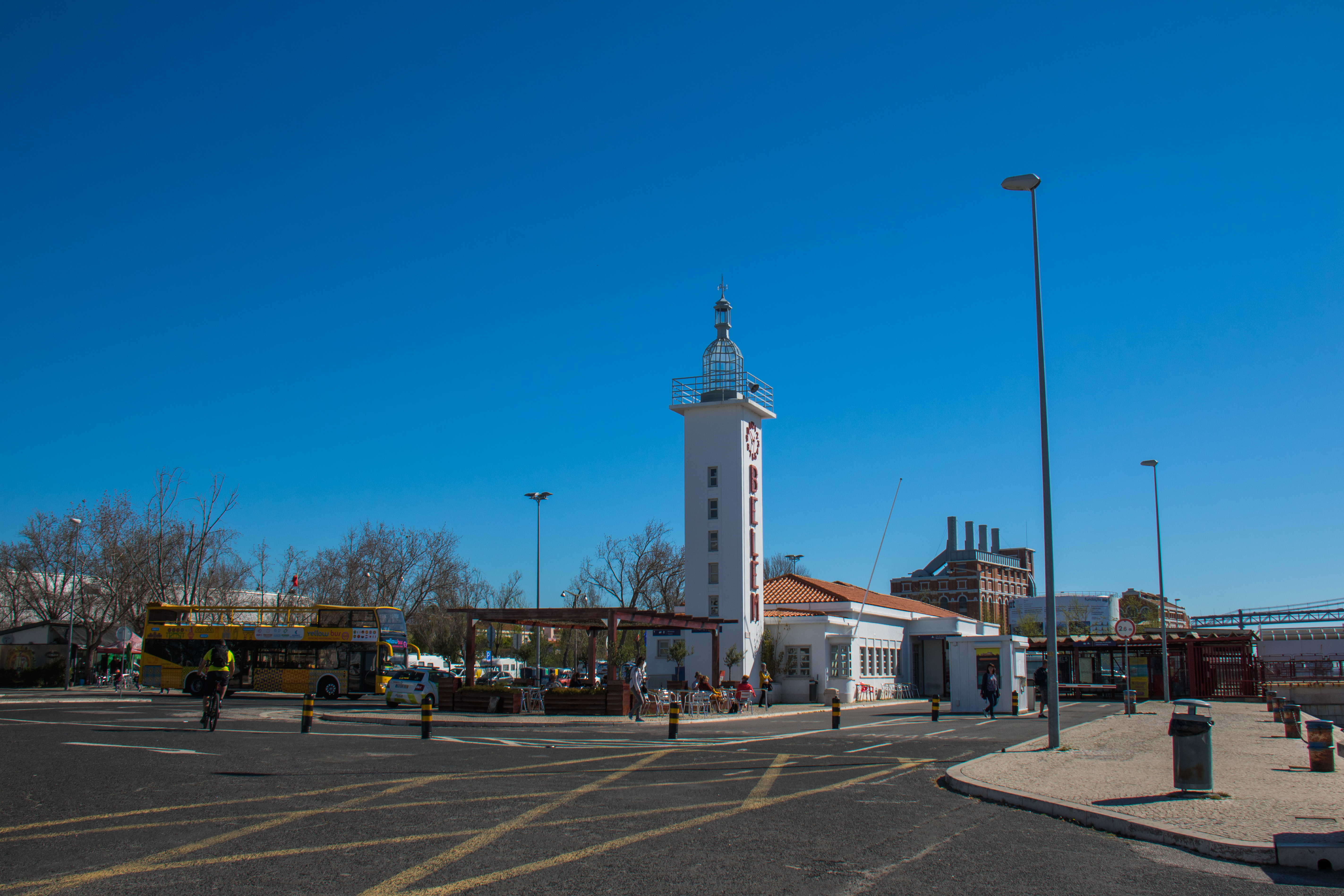
La gare fluviale de Belém ; le bâtiment a été préservé.

Le 18 novembre 1940, un article paru dans le Diário de Notícias annonça que l'espace de l'exposition ne rouvrirait pas en 1941. Cette décision marqua le début de l'abandon progressif du site à partir de 1941. Le régime de l'Estado Novo  se focalisait sur d'autres projets, notamment la construction de la Cité Universitaire de Coimbra. Elle négligea l'entretien des infrastructures de l'exposition. Le 6 décembre 1940, un nouvel article dans le Diário de Notícias précisa que les constructions les plus solides seraient conservées, les plus fragiles démolies.
À la fin de l'exposition, la gestion du site fut transférée à la Commission Administrative du Plan de Travaux de la Place de l'Empire (CAPOPI). Cette commission ne réussit pas à mettre en place une stratégie de développement pour la zone. Elle fut dissoute en 1945. De nombreux bâtiments et structures créés pour l'exposition furent progressivement démontés ou démolis.
Le site fut ravagé par le cyclone de février 1941, du 14 au 16 février 1941. Ce phénomène météorologique causa plus de cent morts au Portugal, particulièrement à Lisbonne, détruisit une partie des constructions, et accéléra l'abandon progressif du site.
Le Pavillon d'Honneur et de Lisbonne a fait l'objet de deux projets de reconversion après l'exposition. Le premier, en 1942, prévoyait un musée d'art contemporain, et le second, en 1951, un Palais de l'Ultramar. Aucun des deux ne se concrétisa. Les locaux furent temporairement loués à la Commission Régulatrice des Commerces de Métaux avant que le pavillon ne soit démoli.
Le Pavillon des Portugais dans le Monde fut loué à la Commission Suisse de Navigation et à la Sociedade Geral de Superintendência, avant d'être également démoli.
Entre 1938 et 1944, plusieurs programmes furent lancés pour moderniser le pays et la capitale portugaise : la rénovation de nombreux châteaux médiévaux, la réouverture du Teatro Nacional de São Carlos après des travaux, et l'inauguration de la gare fluviale de Belém pour l'exposition. D'autres projets comprenaient la construction de la gare portuaire d’Alcântara, de l'Aéroport Humberto Delgado de Lisbonne, du viaduc Duarte Pacheco et du Stade national du Jamor.
Bien que la plupart des structures aient été démolies ou modifiées, il subsiste encore des traces de l'exposition. Parmi les éléments toujours visibles aujourd'hui, figurent le phare de Belém, la Place de l'Empire avec sa fontaine, la reconstruction du Monument aux Découvertes, les hippocampes sur la place, le Miroir d'eau, ainsi que diverses structures dans le jardin colonial et l'ensemble des pavillons de la vie populaire.
Le Centre culturel de Belém, inauguré en 1992, fut construit sur l'emplacement du Pavillon des Portugais dans le monde. Le jardin Vasco de Gama est situé à l'emplacement du Pavillon d'Honneur et de Lisbonne.
| Vue sur le monument aux découvertes, le tage et le pont du 25 avril 1974         |
| Le monument aux découvertes, reconstitution de 1960 sur les bases de l'original. |

| Vue de hauteur sur la place de l'empire, vers 1950 |
| La place de l'Empire, vers 1950.                   |

| hippocampes sur la place de l'Empire            |
| L'étang des hippocampes en bordure de la place. |

| L'espace du Miroir d'eau vu en hauteur |
| L'espace du miroir d'eau.              |

| L'ancien Pavillon des Découvertes                                                         |
| L'ancien Pavillon des Découvertes, aujourd'hui siège de l'association navale de Lisbonne. |

| Les anciens Pavillons de la vie populaire                                   |
| Les anciens Pavillons de la vie populaire, devenu le Musée d'art populaire. |

| Vue sur l'arche de la Rue de Macao restaurée. |
| Arche de la rue de Macao restaurée.           |

En 2013, entre février et mai, une exposition de photographies réalisées par le Secrétariat de la Propagande Nationale (SPN) fut présentée au Monument aux Découvertes. Intitulée « Fotógrafos do Mundo Português 1940 », cette exposition présente 119 photographies, dont une grande partie était exclusive et avait été acquise par la fondation Calouste Gulbenkian. 
En 2016, du 25 juin au 30 octobre, se tint une exposition intitulée « Fora do Padrão - Lembranças da Exposição de 1940 » (En dehors du Padrão - Souvenirs de l'Exposition de 1940). L'événement présenta une série de vidéos, de photographies, de témoignages de visiteurs, ainsi que divers articles issus de l'exposition de 1940, qui furent exposés et diffusés au public,.
Du 16 février 2020 au 31 janvier 2021, le Padrão dos Descobrimentos accueillit une exposition intitulée « BELÉM Demolir para Encenar » (BELÉM Démolir pour mettre en scène), consacrée à l'Exposition du Monde Portugais. Elle retraça les transformations de Belém et mit en lumière l'absence d'un projet urbain structuré pour le quartier après la fin de l'exposition de 1940.

### Ouvrages
- (pt) Margarida Maria Acciaiuoli Brito, Os anos 40 em Portugal : o país, o regime e as artes : restauração e celebração, Lisbonne, Universidade Nova de Lisboa, 1991, 955 p.

1. 1 2  Brito 1991, p. 135.
2. 1 2  Brito 1991, p. 136.
3. 1 2  Brito 1991, p. 147.
4. ↑  Brito 1991, p. 148.

- (pt) Comissão executiva dos Centenarios Secretariado da Propafanda Nacional, Revista dos Centenarios -n°19 / n°20, Lisbonne, Universidade Nova de Lisboa, 1940, 67 p.

1. ↑  SPN 1940, p. 14.
2. ↑  SPN 1940, p. 18.
3. 1 2  SPN 1940, p. 20.
4. 1 2  SPN 1940, p. 21.
5. ↑  SPN 1940, p. 22.
6. ↑  SPN 1940, p. 26.
7. 1 2 3 4 5 6 7 8 9  SPN 1940, p. 31.
8. 1 2 3 4 5  SPN 1940, p. 27.
9. 1 2 3  SPN 1940, p. 30.
10. ↑  SPN 1940, p. 23.

- (pt) Sandra Cristina Gonçalves da Silva, A EXPOSIÇÃO DE BELÉM, Novos elementos para a construção de uma “memória”, Lisbonne, Universidade Aberta Lisboa, 2008, 277 p.

1. 1 2  Gonçalves da Silva 2008, p. 55.
2. ↑  Gonçalves da Silva 2008, p. 58.
3. 1 2  Gonçalves da Silva 2008, p. 48.
4. ↑  Gonçalves da Silva 2008, p. 36.
5. ↑  Gonçalves da Silva 2008, p. 62.
6. ↑  Gonçalves da Silva 2008, p. 61.
7. ↑  Gonçalves da Silva 2008, p. 63 - p. 64.
8. ↑  Gonçalves da Silva 2008, p. 97
9. ↑  Gonçalves da Silva 2008, p. 94-100
10. ↑  Gonçalves da Silva 2008, p. 102
11. ↑  Gonçalves da Silva 2008, p. 108
12. ↑  Gonçalves da Silva 2008, p. 122.
13. ↑  Gonçalves da Silva 2008, p. 124.
14. ↑  Gonçalves da Silva 2008, p. 126.
15. ↑  Gonçalves da Silva 2008, p. 131.
16. 1 2  Gonçalves da Silva 2008, p. 132- p. 141.
17. 1 2  Gonçalves da Silva 2008, p. 142-p.155.
18. ↑  Gonçalves da Silva 2008, p. 155.
19. 1 2 3  Gonçalves da Silva 2008, p. 157.
20. ↑  Gonçalves da Silva 2008, p. 166.
21. ↑  Gonçalves da Silva 2008, p. 86.
22. ↑  Gonçalves da Silva 2008, p. 83.
23. ↑  Gonçalves da Silva 2008, p. 85
24. ↑  Gonçalves da Silva 2008, p. 68.
25. 1 2  Gonçalves da Silva 2008, p. 69.
26. ↑  Gonçalves da Silva 2008, p. 72.
27. 1 2  Gonçalves da Silva 2008, p. 74.

- (pt) Pedro Rito Nobre, Belém e a Exposição do Mundo Português, Lisbonne, Livros Horizonte, 2020, 172 p.

1. ↑  Enquadramento do Tema / A Exposição do Mundo Português, p. 6.
2. ↑  Enquadramento do Tema / Belém até 1940 - Caracterização Urbana, p. 16.
3. ↑  Enquadramento do Tema / Belém até 1940 - Caracterização Urbana, p. 18.
4. ↑  Enquadramento do Tema / Belém até 1940 - Caracterização Urbana, p. 21.
5. ↑  Rua de Belém, n°138, p. 29.
6. ↑  Enquadramento do Tema / A Exposição do Mundo Português, p. 12.
7. ↑  As Demolições de 1939-1940 / O Ciclone Centenario, p. 24.
8. ↑  A Cidade Expositiva como substituta do Patrimonio Demolido, p. 36.
9. ↑  As Demolições de 1939-1940 / O Ciclone Centenario, p. 27.
10. ↑  As Demolições de 1939-1940 / O Ciclone Centenario, p. 25.
11. ↑  Belém após 1940 / Incerteza e Abandono, p. 44.

- (pt) Joana Damasceno, Museus para o povo português, Coimbra, Imprensa da Universidade de Coimbra, 2010, 188 p. (ISBN 978-9-89807-494-2)

1. ↑  Joana Damasceno 2010, p. 54.
2. 1 2 3  Joana Damasceno 2010, p. 55.
3. ↑  Joana Damasceno 2010, p. 58.
4. ↑  Joana Damasceno 2010, p. 63.

- Autres ouvrages

1. ↑  Margarida Acciaiuoli, «Exposições do Estado Novo: 1934-1940», 1998, p. 11-105.
2. ↑  Moises de Lemos Martins, Madalena Oliveira, Miguel Bandeira, O «MUNDO PORTUGUES» da exposição de 1940 em postais ilustrados : o global numa visão ao Lusocentrica, p. 266.
3. 1 2  Júlia LEITÃO DE BARROS, «Exposição do Mundo Português», Dicionário de História do Estado Novo, Bertrand Editora, 1996, page 325.
4. ↑  Câmara Municipal de Lisboa, «Anais do Município de Lisboa». p.314, 1939.
5. ↑  Júlia LEITÃO DE BARROS, «Exposição do Mundo Português», Dicionário de História do Estado Novo, Bertrand Editora, 1996, page 326.
6. ↑  Isabel Corrêa da Silva et Miguel Metelo de Seixas, Monografia Histórica de Santa Maria de Belém, 2009, p. 206-231.
7. ↑  José Eduardo Neto da Silva, «As locomotivas "Pacific" da Companhia dos Caminhos de Ferro Portugueses». Foguete. 4, 2005, p. 45.
8. ↑  (pt) « Diário de Lisboa - As novas carruagens da CP: O «Expresso de Prata» ligou Lisboa ao Porto em pouco mais de quatro horas e regressa esta noite à exposição do Mundo Português », sur http://casacomum.org/ (consulté le 5 novembre 2024).
9. ↑  (pt) Pedro Martins, De Afonso Henriques a Vasco da Gama: representações da história de Portugal na Exposição do Mundo Português (1940) e na Expo’98, 2020, p. 58.
10. ↑  Francisco Perfeito Caetano, Escola de Artes Decorativas Soares dos Reis - O Ensino Técnico Artístico no Porto durante o Estado Novo (1948-1973), Universidade do Porto, 2012, p. 243.
11. ↑  Revista dos Centenários, «Declarações do Sr. Dr. Augusto de Castro». Foguete. 4, 1939.
12. ↑  Revista dos centenários, «Revista dos Centenários - N.º 4 / 30 Abr. 1939», avril 1939, p.26.
13. ↑  Revista dos centenários, «Revista dos Centenários - N.º 4 / 30 Abr. 1939», avril 1939, p.26.
14. ↑  Fernando de Pamplona, « Uma Obra de Arte: A Exposição do Mundo Português », p.167, 1940
15. ↑  Gustavo de Matos Sequeira, «op.cit., Separata», 1956.
16. ↑  3 Rollim Macedo e André Lourenço, «“Roteiro dos Pavilhões”», 1940.
17. ↑  Adriano de Gusmão, «A Arte na Exposição de Belém», 1940.
18. ↑  João de Sousa Rodolfo, «Luís Cristino da Silva e a Arquitectura Moderna em Portugal», 2002, p. 105.
19. 1 2  Margarida Acciaiuoli, «Exposições do Estado Novo 1934-1940». p.154, 1998.
20. ↑  (pt) Ana Cláudia Santos et Helena Carneiro, « Jardim Botânico Tropical: Um jardim com História e histórias », ULISBOA,‎ décembre 2016 (ISSN 2183-8844).
21. ↑  Costa Lima, "A Beleza das Exposições Comemorativas", 1940, p. 643.
22. ↑  Luiz Chaves et Horácio Novais, "Roteiro do Centro Regional", 1940.
23. ↑  Miguel Metelo de Seixas e João Bernardo Galvão Teles, Peregrinações Heráldicas Olisiponenses: a freguesia de Santa Maria de Belém, Universidade do Porto, p. 213-312.
24. ↑  (pt) A. Castro, Diário de Notícias, 18 novembre 1940.
25. ↑  (pt) A. Castro, Diário de Notícias, 6 décembre 1940.
26. 1 2  (pt) Helena Elias, A emergência de um espaço de representação : Arte publica e transformações urbanas na zona da Ribeirinha de Belém, 2004, p. 112.